# J. K. Rowling
Vous lisez un « bon article » labellisé en 2017.
Pour les articles homonymes, voir Rowling (homonymie) et JKR.
Œuvres principales
- Harry Potter (1997-2007)
- Les Enquêtes de Cormoran Strike (depuis 2013)
- Les Animaux fantastiques (depuis 2016, scénariste)

Joanne Rowling [ d͡ʒoʊˈæn ˈroʊlɪŋ], plus connue sous les noms de plume J. K. Rowling et Robert Galbraith, est une romancière et scénariste britannique née le 31 juillet 1965 dans l’agglomération de Yate (South Gloucestershire). Elle doit sa notoriété mondiale à la série Harry Potter, dont les romans traduits en près de quatre-vingts langues ont été vendus à plus de 500 millions d'exemplaires dans le monde.
Issue d’une famille de classe moyenne, elle a écrit sa première « histoire » à l'âge de six ans. Après des études à l'université d'Exeter ainsi qu'à la Sorbonne où elle a obtenu un diplôme en littérature française et en philologie, elle a travaillé un temps au sein d'Amnesty International, puis a enseigné l'anglais et le français. C'est à vingt-cinq ans qu'elle a bâti les premiers concepts et institutions de son univers sorcier, dans lequel un enfant orphelin découvrait à la fois son héritage tragique et ses talents de magicien. Elle a rédigé son premier roman, L'École des sorciers, dans un contexte de précarité et de dépression et a dû attendre plus d'un an avant sa publication en 1997 chez Bloomsbury.
Acclamée par ses lecteurs de tout âge et par la critique, J. K. Rowling a remporté de nombreux prix littéraires, notamment les prix Hugo, Locus et Bram-Stoker. Elle est réputée pour aborder des idées et des thèmes profonds avec accessibilité et humour, et s'attacher régulièrement à des personnages placés en marge de la société. En 1998, Time Magazine la place en tête de son classement des « 100 Femmes de l'année » et parmi les finalistes des Personnalités de l'année en 2007, relevant l'inspiration sociale, morale et politique qu'elle aurait insufflée à ses fans. En France, elle reçoit la croix de chevalier de la Légion d'honneur en 2009. L'année suivante, elle est également nommée « Femme la plus influente de Grande-Bretagne » par les principaux éditeurs de magazines. Très présente sur les réseaux sociaux, où elle prend régulièrement la parole sur des sujets politiques ou de société qui lui sont chers, il lui arrive aussi d'être critiquée sur ses positions.
Le succès planétaire de son heptalogie romanesque, des films adaptés ainsi que des travaux dérivés de Harry Potter lui ont permis d'acquérir une fortune considérable, dont une partie est régulièrement reversée à de nombreuses associations caritatives luttant contre la maladie et les inégalités sociales. J. K. Rowling est devenue une philanthrope reconnue en cofondant notamment l'association Lumos qui œuvre pour la protection de l'enfance.
Elle se tourne vers un public adulte à partir de 2012 en publiant le roman social Une place à prendre, puis en entamant une série policière l'année suivante, sous un second nom de plume. Elle devient également scénariste pour le cinéma à partir de 2016 en étendant son univers sorcier à travers la série de films Les Animaux fantastiques, dont le premier volet a connu un succès international.
Depuis 2020, J. K. Rowling exprime sur les réseaux sociaux des opinions critiques en matière d'identité de genre. Ses propos et ses actions financières visant notamment à restreindre l'accès des femmes trans à certains espaces réservés aux femmes, dans sa prétendue volonté de protéger les femmes vulnérables, ont été qualifiés à de nombreuses reprises de transphobes ou d'anti-trans, de même que le fonds de soutien privé qu'elle a créé en mai 2025, le Rowling Women's Fund. Ils ont suscité la condamnation de la part d'organisations de défense des droits LGBT et de certains féministes — bien qu'elle a reçu également le soutien d'autres féministes — et alimenté les débats sur la liberté d'expression et la cancel culture. Rowling a toujours nié être transphobe ou « Terf » (féministe radicale trans-exclusionnaire). Ses opinions ainsi que sa manière directe, sarcastique, voire provoquante, de les exprimer ont eu un impact sur son image publique et ses relations avec ses lecteurs.

## Biographie

### Famille
Joanne « Jo » Rowling, est la fille d'Anne Volant (1945-1990), technicienne de laboratoire,, et de Peter James Rowling (né en 1945), ingénieur en aéronautique. Ses parents, qui habitent Londres durant leur adolescence, se rencontrent lors d'un trajet en train entre King's Cross et Arbroath, en Écosse, en 1964. Peter Rowling part alors rejoindre les rangs de la Royal Navy et Anne ceux du Women's Royal Naval Service, l'équivalent féminin.
L'arrière grand-père maternel de J. K. Rowling, le français Louis Volant, a reçu la croix de guerre pour bravoure exceptionnelle après avoir défendu le village de Courcelles-le-Comte durant la Première Guerre mondiale. L'autrice pensait à l'origine que Louis Volant avait reçu la Légion d'honneur, comme elle l'a formulé en recevant elle-même la distinction en 2009. Elle a découvert en 2011, en participant à l'émission de généalogie de la BBC Who Do You Think You Are?, que la Légion d'honneur fut décernée en réalité à un homonyme.

### Enfance autour de Bristol (1965 - 1975)

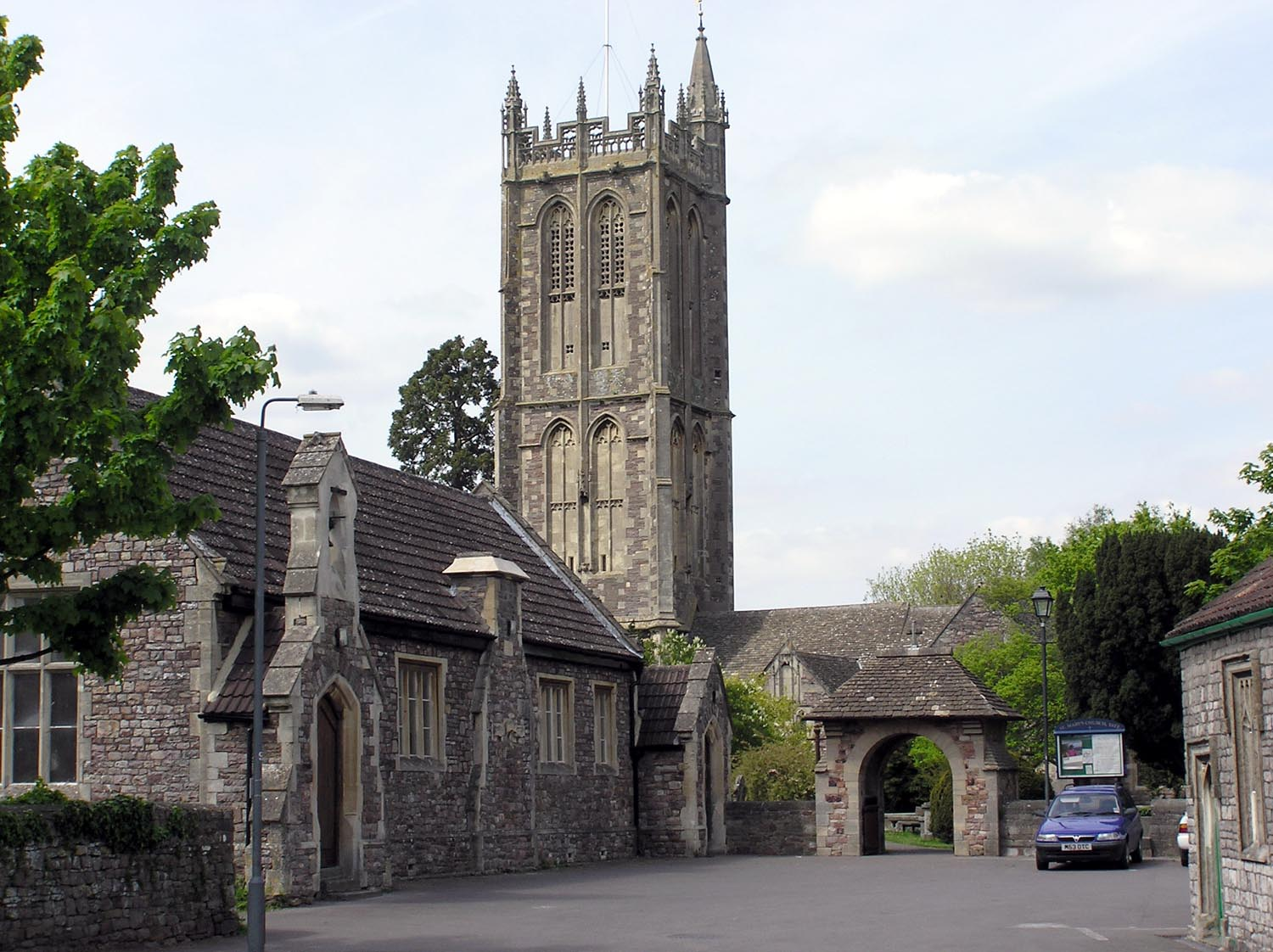
Les parents de Rowling emménagent à Yate, dans les faubourgs de Bristol, vers 1965.

Après avoir quitté la marine, les parents de Joanne Rowling s'installent à Yate, à une quinzaine de kilomètres de Bristol, dans l'ouest de l'Angleterre.
Peter Rowling, avant de devenir ingénieur, travaille à la chaîne d'assemblage des moteurs d'avions de combat Harrier à la Bristol Siddeley Engines, Ltd. (qui fusionnera avec Rolls-Royce en 1971). Ils se marient en mars 1965 et Anne Rowling donne naissance à Joanne le 31 juillet de la même année au Cottage Hospital de Yate,. Peter et Anne Rowling espéraient alors un garçon, qu'ils auraient baptisé « Simon John ». La sœur de Joanne, Dianne (« Di »), vient au monde deux ans plus tard, en juin 1967,.
En 1969, la famille Rowling s'installe dans une maison plus grande, dans la rue Nicholls Lane à Winterbourne, toujours dans les faubourgs de Bristol. Cette maison de banlieue inspirera inconsciemment Rowling pour imaginer une trentaine d'années plus tard la maison du 4, Privet Drive de la famille Dursley. Anne Rowling, qui a renoncé momentanément à sa carrière pour se consacrer à l'éducation de ses filles, exerce sur elles la plus grande influence en leur transmettant son amour des livres et des histoires, éveillant ainsi leur imagination. Dès qu'elle prend connaissance du métier d'écrivain, Joanne ne s'imagine pas faire autre chose. À quatre ans, elle s'amuse à recopier mot à mot une histoire, puis elle écrit son premier récit complet à l’âge de six ans : l’histoire d’un lapin nommé Rabbit,, bloqué dans sa maison par la rougeole et consolé par un bourdon géant du nom de mademoiselle Bee. Selon Rowling, il s'agissait d'un « plagiat » d'une histoire de Richard Scarry qu'elle adorait écouter. Mais pour le biographe Sean Smith, « la chose extraordinaire tient dans le fait qu'une gosse de six ans ait consacré du temps à inventer une histoire ». L'écriture de Rabbit donne pour la première fois à l'enfant l'envie de devenir écrivain.
Les deux sœurs jouent régulièrement dans l'épicerie tenue par Kathleen et Ernest Rowling, leurs grands-parents paternels, dans le Dorset. Elles jouent également avec les autres enfants de leur nouvelle rue, et notamment avec un frère et une sœur dont le nom de famille est Potter. Un nom que Rowling préfère au sien puisque ce dernier est régulièrement sujet aux jeux de mots affligeants tels que Rowling stone ou Rowling pin (« rouleau à pâtisserie »). L'enthousiasme d'Anne Rowling et de Dianne pour la créativité de Joanne encourage celle-ci à inventer des histoires et à les partager. Elle devient un leader auprès des autres enfants de Nicholls Lane. Lorsque les sœurs Rowling et les Potter jouent aux sorciers, Joanne invente les scénarios, les sortilèges et les potions. À l'école primaire St Michael, qu'elle fréquente dès septembre 1972, elle trouve l'environnement « détendu » et lui convenant parfaitement dans la mesure où elle y fait beaucoup de poterie, de dessin et de rédactions. Son directeur d'école, Alfred Dunn, fut plus tard sa principale source d'inspiration pour le personnage d'Albus Dumbledore,.

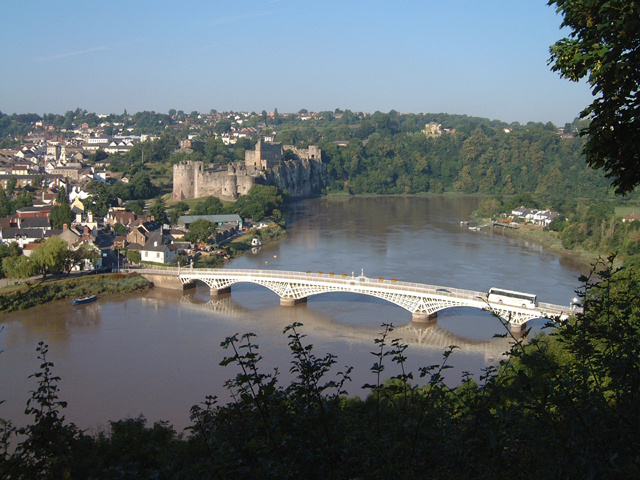
Chepstow au pays de Galles. Au second plan on aperçoit le château mentionné par Rowling.

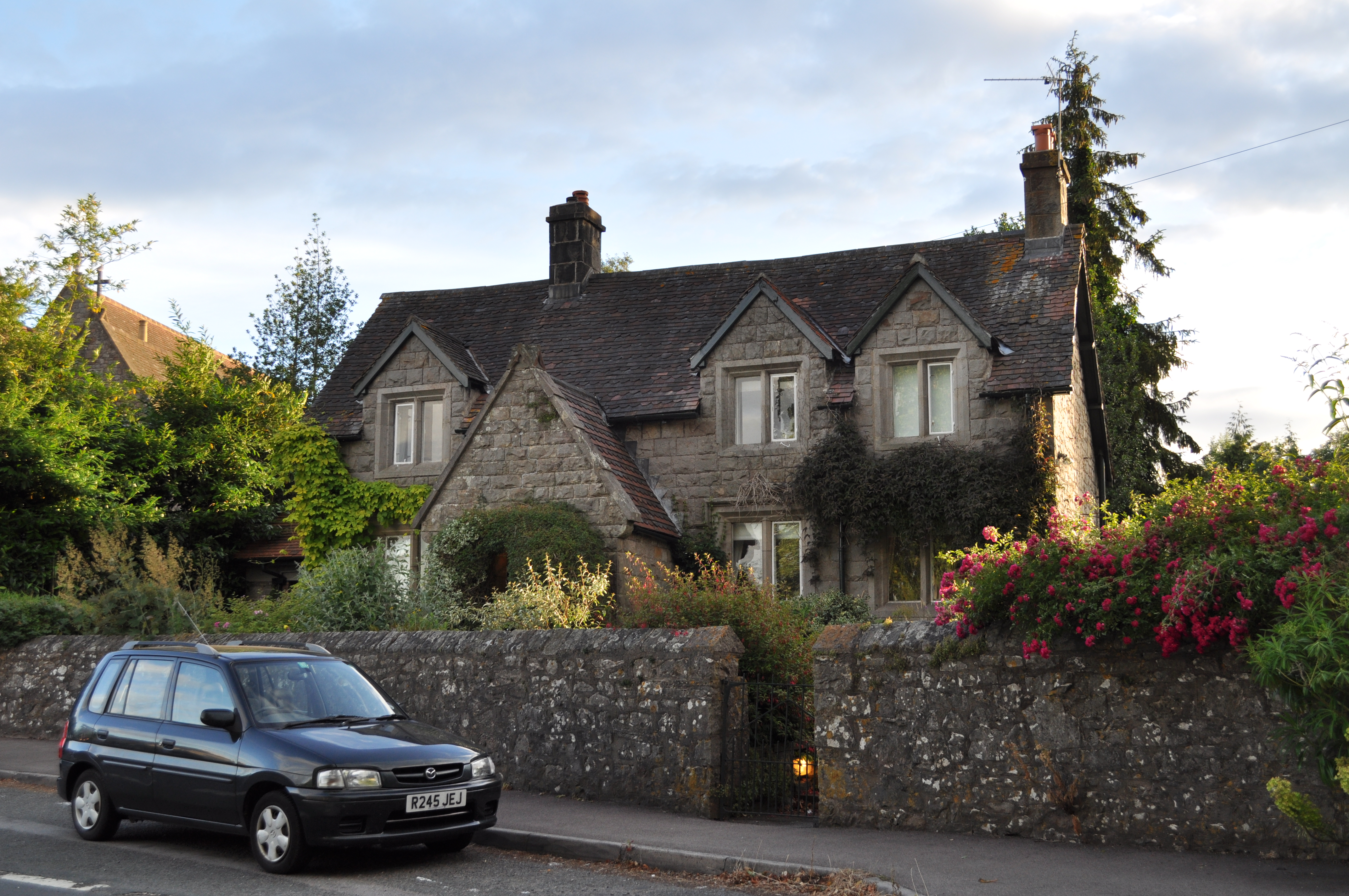
« Church Cottage », à Tutshill, près de la forêt de Dean. La famille y emménage en 1974 lorsque Joanne Rowling a neuf ans.

En 1974, lorsque Rowling a neuf ans, ses parents décident de partir vivre à la campagne. La famille déménage donc à Tutshill, un petit village anglais à la frontière avec le pays de Galles, et voisin de la ville de Chepstow. Leur nouvelle maison, baptisée « Church Cottage »,, se trouve en bordure de la forêt de Dean, et Chepstow est dominée par un château en ruine au sommet d'une falaise, ce qui, selon Rowling aujourd'hui, « peut expliquer beaucoup de choses ». Ce dernier déménagement coïncide avec la mort de sa grand-mère Kathleen, à l'âge de cinquante-deux ans. Très attristée par cet événement, Rowling choisira plus tard d'inclure l'initiale de son prénom dans son nom de plume : le « K » de J. K. Rowling,.
La même année, les deux sœurs intègrent l'école voisine du cottage, où Joanne ne se plaît pas du tout. Sa salle de classe de l'époque, à l'ambiance « dickensienne », lui semble défraîchie, comprenant des bureaux à cylindre en bois et des encriers. De surcroît, l'institutrice se montre particulièrement stricte et inspire la crainte chez la plupart de ses élèves, séparant les plus « intelligents » (qu'elle place du côté gauche de la classe) de « ceux qui le sont moins » (placés du côté droit). Rowling fait mauvaise impression dès son premier jour, puis évolue au cours de l'année : « Je fus promue deuxième gauche. […] C'est ainsi que, en une brève traversée de la classe, je devins intelligente, mais impopulaire ».
En septembre 1975, en guise d'activité parascolaire, Rowling intègre la seconde section des Brownies de Tidenham, une organisation liée à l'église, proposant dans la semaine des activités de scoutisme aux enfants de sept à dix ans. La section de Rowling se divise en six groupes, portant chacun un nom en lien avec l'univers de la fantasy (les « Fées », les « Lutins », les « Farfadets », etc.), et la fillette se spécialise notamment dans le sémaphore et les premiers secours. Ses marches la mènent régulièrement sur les ruines de l’église de Lancaut, contournée par la rivière Wye ; dans les sous-bois bordant la digue d'Offa (un chemin apprécié des randonneurs), ou encore dans les cavernes d’Otter Hole (en) à Chepstow. Des endroits « enchanteurs et passionnants pour de jeunes aventuriers » selon Sean Smith.
Joanne, qui est la seule de la famille Rowling à se rendre régulièrement à la messe, est baptisée à onze ans à l'église St Luke jouxtant le cottage, et gagne son argent de poche en y effectuant régulièrement des heures de ménage avec sa sœur. Elle en profite pour noter quelques noms figurant dans le registre de l'église pour ses propres histoires et s'amuse avec Dianne à le signer régulièrement. Au même âge, Rowling rédige un court roman d'aventures évoquant sept diamants maudits et les mésaventures de leurs possesseurs, un hommage rendu à l'écrivain Edith Nesbit qu'elle affectionne particulièrement.

### Adolescence à Wyedean (1976 - 1983)
En 1976, Rowling intègre à onze ans le collège de Wyedean à Sedbury où travaille sa mère (au département des sciences). Joanne et Dianne peuvent ainsi conserver un contact quotidien avec leur mère qui, sans enseigner directement, intervient régulièrement durant les cours scientifiques.
« Tranquille, myope, couverte de taches de rousseur et nulle en sport », elle découvre le théâtre de Shakespeare, avec notamment Le Roi Lear et Le Conte d'hiver, d'où le prénom de son personnage, « Hermione », a été tiré. Durant cette période, sa grand-tante lui remet une copie de l'autobiographie de Jessica Mitford, Hons and Rebels et Mitford devient un modèle pour Rowling, qui lit alors l'intégralité de son œuvre. À la maison, les deux sœurs ont la possibilité de lire tous les livres présents sans aucune restriction. Rowling commence à découvrir d'elle-même l'univers de Jane Austen à onze ou douze ans avec Orgueil et Préjugés et lit La Foire aux vanités de Thackeray à quatorze ans.

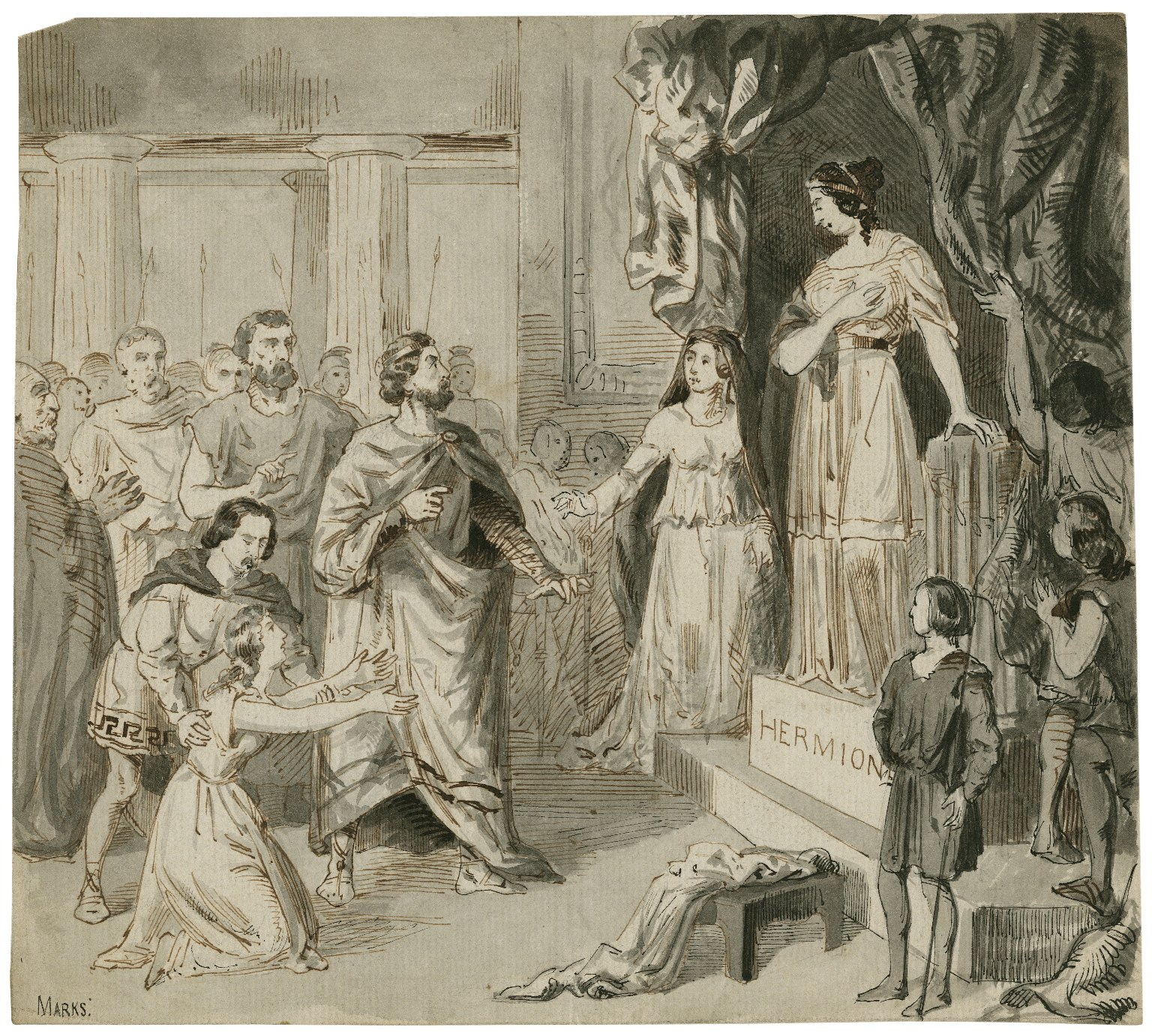
La statue d'Hermione reprenant vie dans Le Conte d'hiver, dessin à l'encre datant du milieu du XIX. Rowling a emprunté le prénom à Shakespeare pour son héroïne Hermione Granger.

En cours, elle est impressionnée par Miss Shepherd, son enseignante d'anglais stricte à l'humour « mordant », qui se montre consciencieuse, féministe et passionnée par son métier. Rowling précise plus tard qu'il s'agit de la seule enseignante à qui elle s'est confiée,. Elle est aussi déstabilisée par l'enseignement du collègue et ami de sa mère, son professeur de chimie John Nettleship, surnommé Stinger (« celui qui pique ») par ses élèves. En cours, Nettleship intimide par sa capacité à toucher au cœur des problèmes, n'hésitant pas à se montrer sévère ou sarcastique. Selon Nettleship, Rowling est à cet âge une « observatrice astucieuse », timide, discrète, intelligente et ne montrant aucun intérêt pour les sciences. L'enseignant se dit heureux et fier d'avoir vraisemblablement inspiré l'énigmatique professeur Rogue,, : « J'avais l'habitude d'isoler un élève après l'autre pour lui poser une question, et Joanne était l'une des élèves les plus capables de la classe. […] Je crois que le manque de confiance que l’on perçoit chez Harry est aussi ce qu'elle ressentait dans certains domaines de sa scolarité ». Un autre professeur d'anglais de Wyedean se souvient de Rowling comme de quelqu'un préférant s'exprimer dans ses écrits (pour lesquels elle excellait) plutôt qu'oralement dans des discussions. Il se souvient notamment de l'une de ses compositions intitulée Mon île déserte, écrite pendant une leçon sur le thème de la survie et inspirée par l'étude parallèle de Sa Majesté des mouches et de Walkabout.
L'événement le plus difficile de son adolescence est la découverte de la maladie de sa mère, en 1980, alors que Rowling n'a que quinze ans. Les médecins diagnostiquent une maladie du système nerveux central : une sclérose en plaques. L'état d'Anne Rowling se dégrade alors lentement mais de façon régulière.

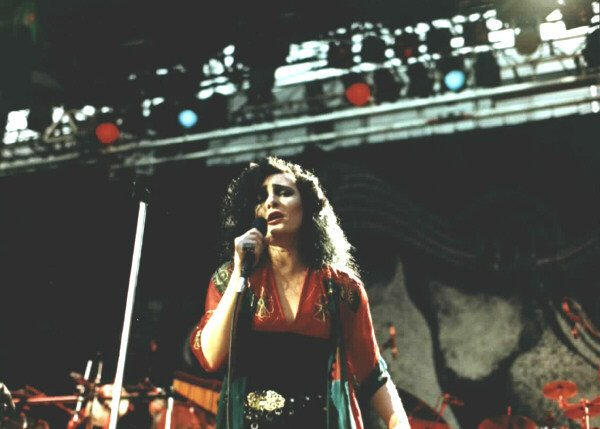
L'allure de la chanteuse Siouxsie Sioux (ici en 1991) a influencé celle de Rowling durant une dizaine d'années.

Entre-temps, Rowling raconte à ses amis de longs récits nés de son imagination dans « un débit sec et ironique » qui lui est propre et qu'elle conservera plus tard dans son style d'écriture. Elle se passionne pour les langues, la musique pop et le groupe The Smiths. Elle apprécie également la chanteuse Siouxsie Sioux dont elle adopte le maquillage gothique pendant quelque temps. Lors de sa dernière année à Wyedean, Rowling s'ouvre davantage au monde extérieur et gagne en maturité et en popularité. Elle fait la connaissance de Sean Harris, qui deviendra son meilleur ami et propriétaire d'une Ford Anglia turquoise dans laquelle ils prendront régulièrement l'habitude de « s'échapper » de l’école. C'est à lui que Rowling confie pour la première fois sa volonté de devenir écrivain. Un modèle identique à cette voiture apparaît en clin d’œil à plusieurs reprises dans le deuxième roman de la saga Harry Potter, que l'auteure dédiera à son ami lors de sa publication. Harris acquerra un certaine notoriété par la suite pour avoir été celui qui inspira « officiellement » le personnage de Ron Weasley,.
Pour son baccalauréat, Rowling choisit des matières essentiellement linguistiques, c'est-à-dire l’anglais, le français et l’allemand, où elle obtient de bons résultats à ses examens finaux (deux A et un B).

### Exeter et premiers pas dans l'enseignement (1983 - 1987)

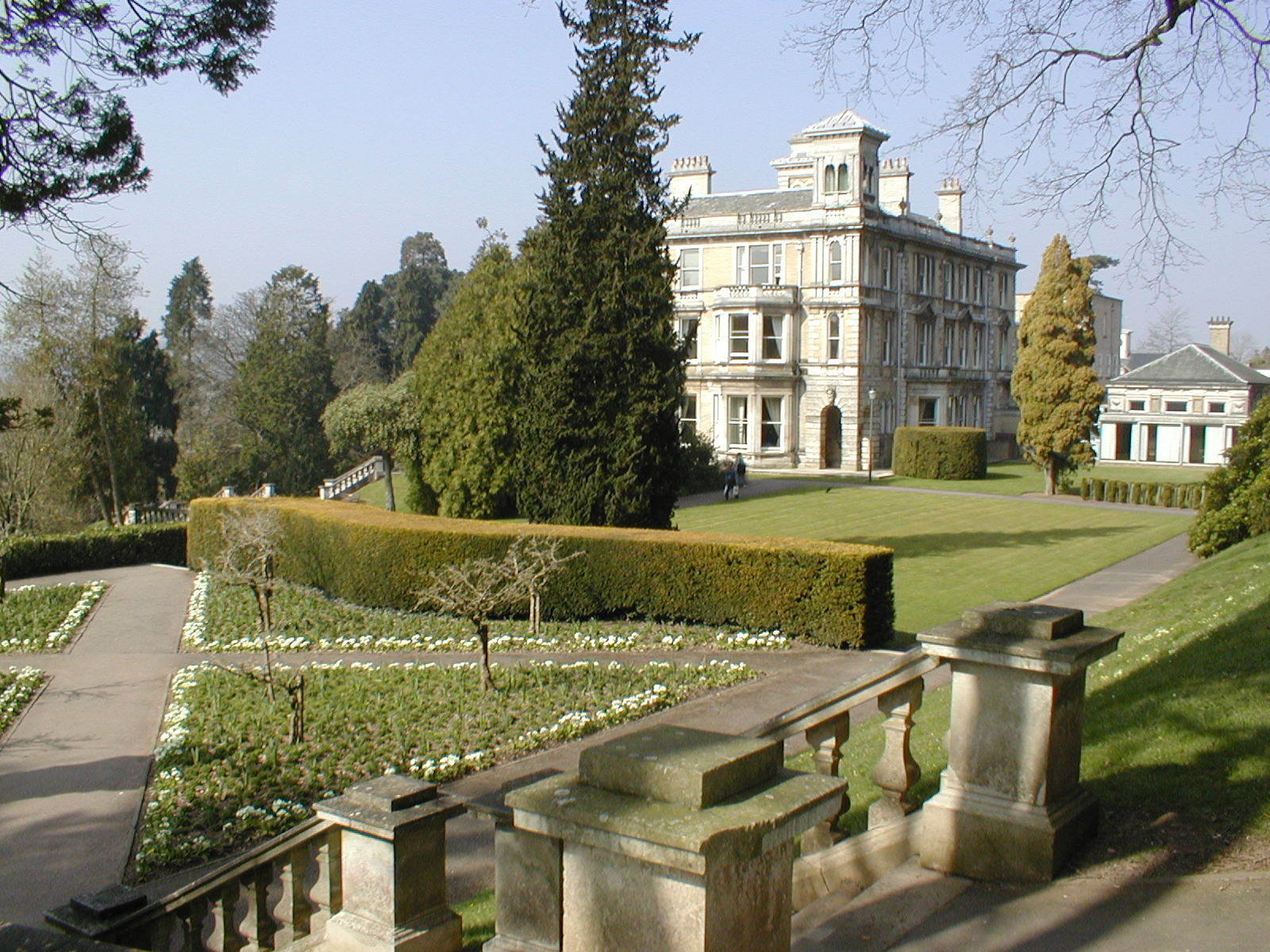
Rowling s'inscrit à l’université d'Exeter en 1983 pour y étudier la littérature antique.

En 1983, ses études secondaires étant terminées, Rowling fait une demande d’inscription à l’université d'Oxford, mais son dossier est refusé car son école d'origine ne jouit pas d’une bonne réputation. Selon John Nettleship, Rowling aurait été refusée à Oxford pour la seule raison qu'elle était issue d'une école secondaire publique, au même titre que Laura Spence (dont l'affaire fut suivie par la presse britannique en 2000). Rowling est cependant acceptée à l’université d'Exeter, près de la côte Sud de l'Angleterre, où elle perfectionne son français et étudie la littérature antique pour satisfaire ses parents qui souhaitent qu'elle devienne secrétaire bilingue.
Lors de sa première année à Exeter, elle réside dans une petite chambre d'étudiant du bâtiment « Jessie Montgomery » (aux Duryard Halls), puis au bâtiment « Lafrowda » à partir de l'année suivante. Elle passe beaucoup de temps à la cafétéria du Devonshire House, un lieu où se regroupent de nombreux étudiants, et accorde à cette époque davantage d'importance à sa vie sociale — bien que demeurant de nature introvertie et solitaire — plutôt qu'à sa réussite académique,,. Martin Sorrell, son professeur de français et conseiller aux études à Exeter, se souvient « d'une étudiante compétente et tranquille, avec une veste en jean et des cheveux noirs, qui, en termes académiques, donnait l'impression de faire ce qui était nécessaire ». D'autres professeurs décrivent encore une étudiante « rêveuse » ou quelqu'un « de très intériorisé n'étant pas en relation active avec le monde extérieur »,. Régulièrement distraite, elle perd des polycopiés et oublie, en 1984, de s'inscrire à certains examens de fin d'année, abandonnant de ce fait les études de civilisation grecque et romaine,.

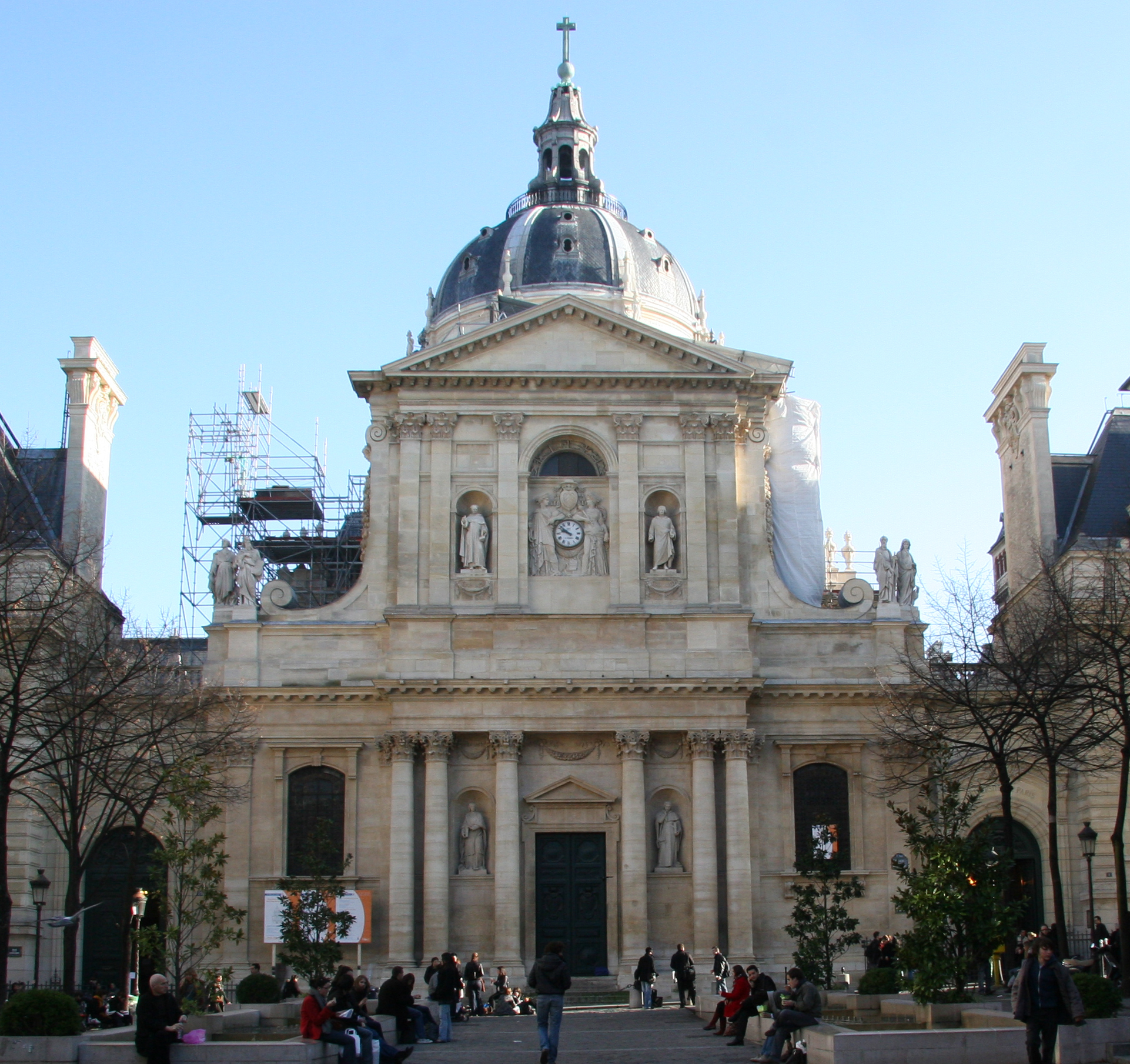
En 1985, Rowling enseigne l'anglais à la Sorbonne.

En 1985, elle est tenue de passer l'année en France pour son cursus ; elle a le choix entre enseigner l'anglais dans une école française, étudier dans une université française et travailler dans une entreprise française. Rowling choisit la première option et s'inscrit à la Sorbonne dans le cadre d'un stage d'enseignement,,,. Elle découvre cette année-là Le Conte de deux cités de Dickens, dans lequel le sacrifice du personnage de Sydney Carton pour sauver la vie de Charles Darnay, sur fond de Révolution française, marque profondément son esprit,.
Elle retourne à Exeter pour effectuer sa dernière année et passe beaucoup de temps auprès des six-cent mille ouvrages que compte la bibliothèque du campus principal. Cependant, elle s'y rend davantage pour son amour de la lecture que pour ses études. C'est à cette période qu'elle découvre notamment l'univers de Tolkien en se consacrant durant plusieurs mois à la lecture du Seigneur des anneaux,. En parallèle de son mémoire de licence (une dissertation de trois mille mots en français), elle se porte volontaire pour aider à l'organisation d'une pièce de théâtre, Le Cosmonaute agricole d'Obaldia, mise en scène par son professeur de français Martin Sorrell. Il s'agit d'un spectacle « drôle et plein de vie » porté par des discussions philosophiques entre les personnages. Rowling est responsable du choix des costumes et se montre très impliquée, ne manquant aucune répétition.
En 1987, elle obtient un résultat moyen à ses examens avec un diplôme de « deuxième classe, seconde division »,. Son mémoire de licence demeure son meilleur travail.

### Amnesty International et naissance de Harry Potter (1987 - 1990)
Après ses études, Rowling s'installe dans un appartement à Clapham, au sud-ouest de Londres. Elle enchaîne les emplois temporaires et travaille notamment au service de recherche d'Amnesty International en tant que secrétaire bilingue,. Une expérience qui fut, selon ses propres termes, « l'une des plus formatrices » de sa vie. Elle lit des lettres d'hommes et de femmes originaires d'Afrique francophone, menacés d'emprisonnement pour tenir informé le monde extérieur du régime « totalitaire » dont ils sont les sujets, ou encore les récits de témoins ou de victimes de torture, d'enlèvements ou de viols.

« J'ai commencé à faire des cauchemars, littéralement des cauchemars, à propos de certaines choses que j'ai vues, entendues et lues. […] Mais le pouvoir de l'empathie humaine, menant à une action collective, peut sauver des vies et libérer des prisonniers. Les gens ordinaires, dont le bien-être personnel et la sécurité sont assurés, peuvent se réunir en grand nombre pour sauver des personnes qu'ils ne connaissent pas et ne rencontreront probablement jamais. Ma petite participation à ce processus a été à la fois l'une des plus grandes leçons d'humilité et une des expériences les plus inspirantes de ma vie. »

— J. K. Rowling (extrait de son discours à Harvard en juin 2008)

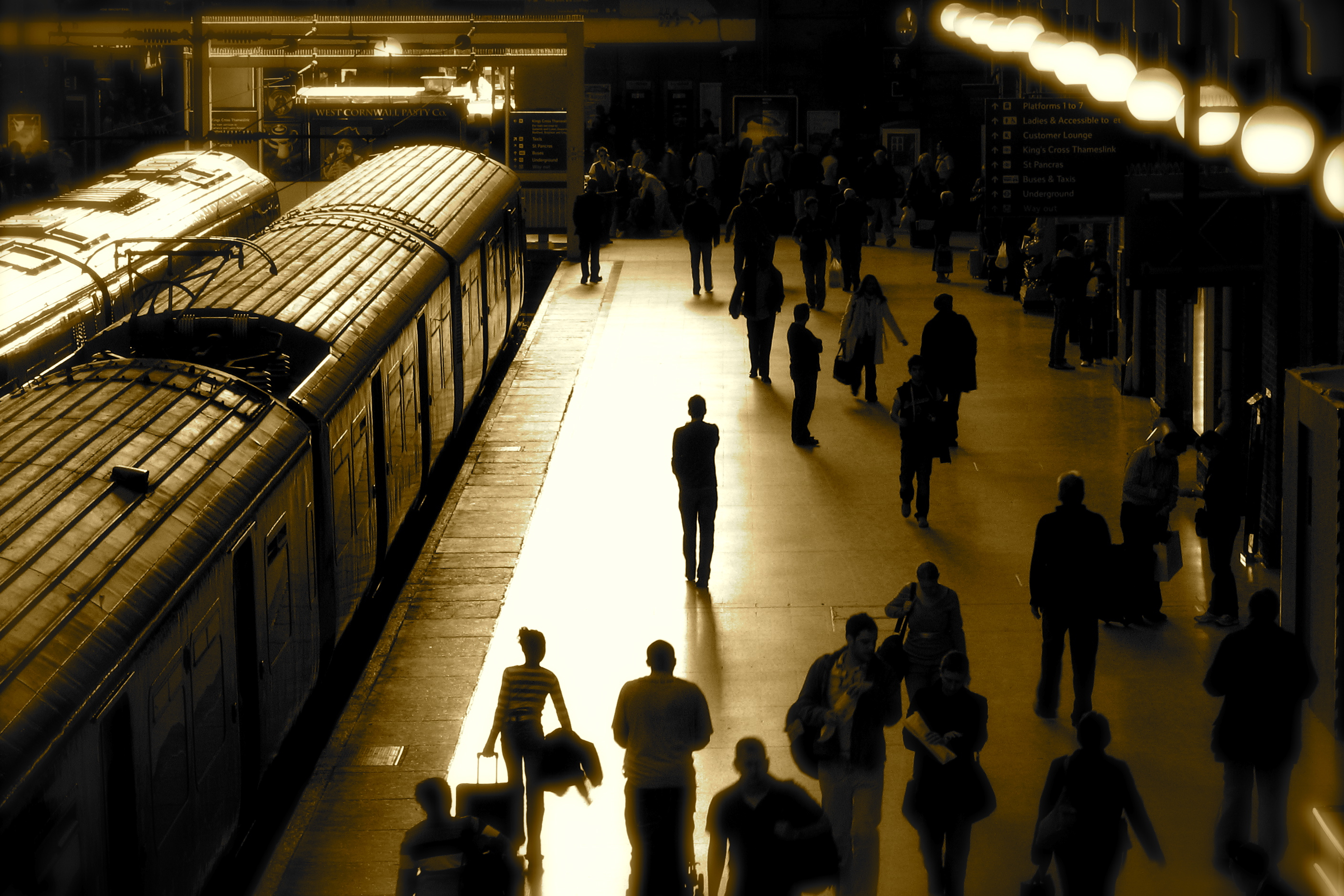
C'est en voyageant en train jusqu'à la gare de King's Cross en 1990 que Rowling visualise pour la première fois le personnage de Harry Potter.

Pendant ce temps, elle entame une vie parallèle en tant qu'écrivain, travaillant sur deux romans pour adultes qui n'ont a priori jamais été publiés,.
En 1990, Rowling travaille à la chambre de commerce de Manchester, toujours en tant que secrétaire, et décide donc de s'installer dans cette ville avec son compagnon. C’est lors d’un voyage en train de Manchester à Londres, plus long que prévu, qu’elle imagine l’histoire d'un garçon ignorant être un sorcier et recevant une invitation pour l'école de sorcellerie,. Elle n'a rien pour écrire, mais passe son voyage à imaginer la situation et à identifier ses personnages, notamment Ron Weasley, pour lequel elle s'inspire de son ami Sean Harris, et Rubeus Hagrid. Elle imagine aussi les fantômes de l'école. Plus tard, elle pioche des expressions et des fables dans les index géographiques et le dictionnaire Brewer,. Pour l'école, elle imagine aussitôt un château datant du Moyen Âge et situé en Écosse, lieu de rencontre de ses parents. À son arrivée à la gare de King's Cross, beaucoup d'idées ont déjà pris forme et elle stocke des notes dans des boîtes à chaussures,.

### Épreuves successives et maternité (1990 - 1995)

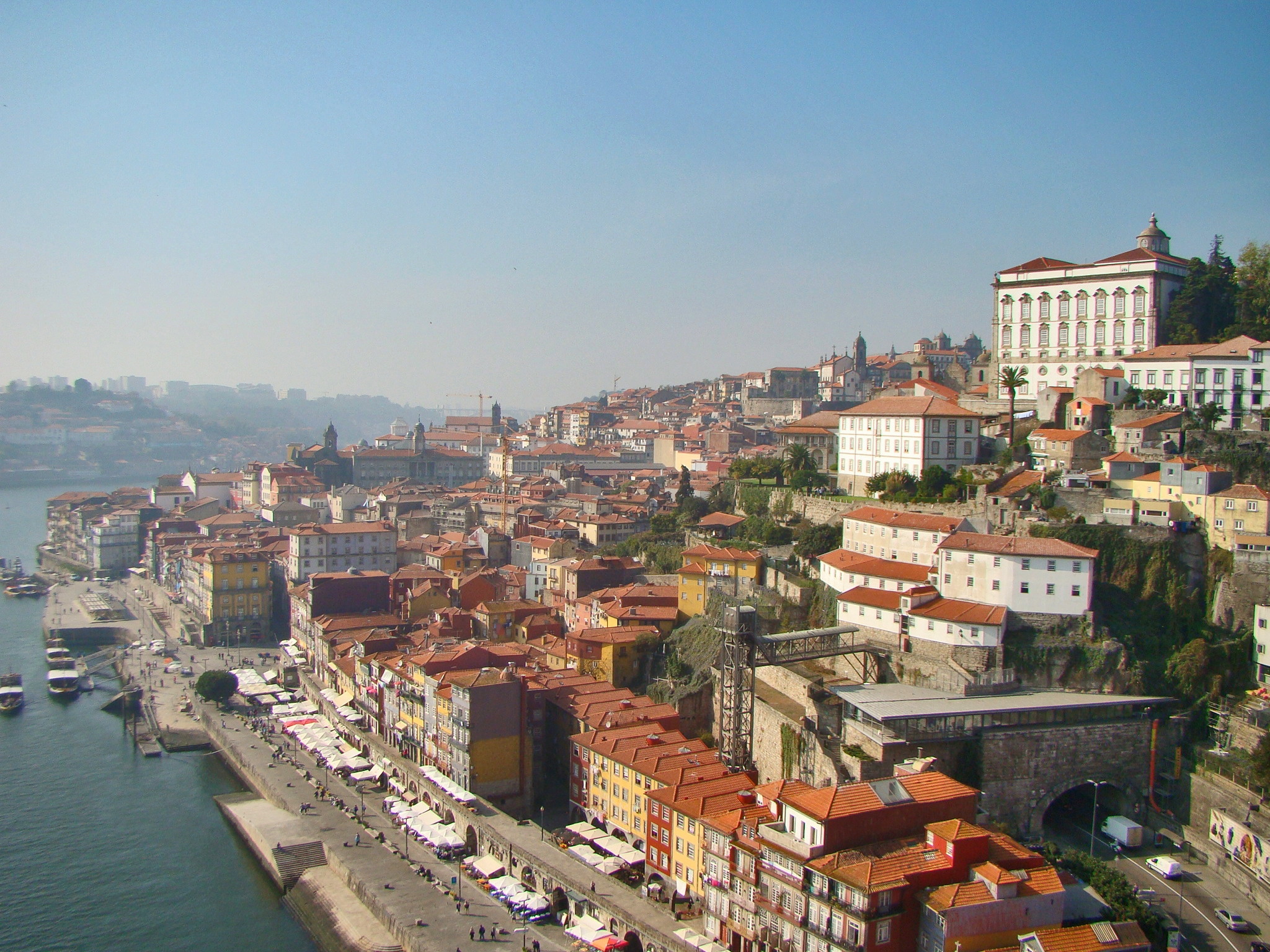
Rowling s'installe à Porto pour y enseigner l'anglais. En 1993, elle retourne au Royaume-Uni avec trois chapitres complets de Harry Potter rédigés au Portugal.

Anne Rowling meurt le 30 décembre 1990 des suites de sa maladie lorsque Joanne a vingt-cinq ans. Cette dernière ne fait que commencer l'écriture de Harry Potter et n'a pas encore eu l'occasion d'aborder le sujet avec sa mère. Rowling surmonte sa douleur en détaillant davantage les sentiments de son héros orphelin, dès le premier roman.
Rapidement licenciée de son travail à la chambre de commerce de Manchester, elle répond à une annonce dans The Guardian pour un poste de professeur d'anglais à Porto et déménage au Portugal. Le travail à mi-temps lui permet de se consacrer à son roman qui évolue beaucoup après la mort de sa mère. La directrice adjointe de l’école où enseigne Rowling perçoit cette dernière comme étant nerveuse et anxieuse durant cette période.

« Désormais, les sentiments de Harry envers ses parents disparus étaient devenus bien plus profonds et tangibles. C'est durant les premières semaines de mon séjour au Portugal que j'ai écrit mon chapitre préféré de L'école des sorciers : Le miroir du Riséd. (J. K. Rowling) »

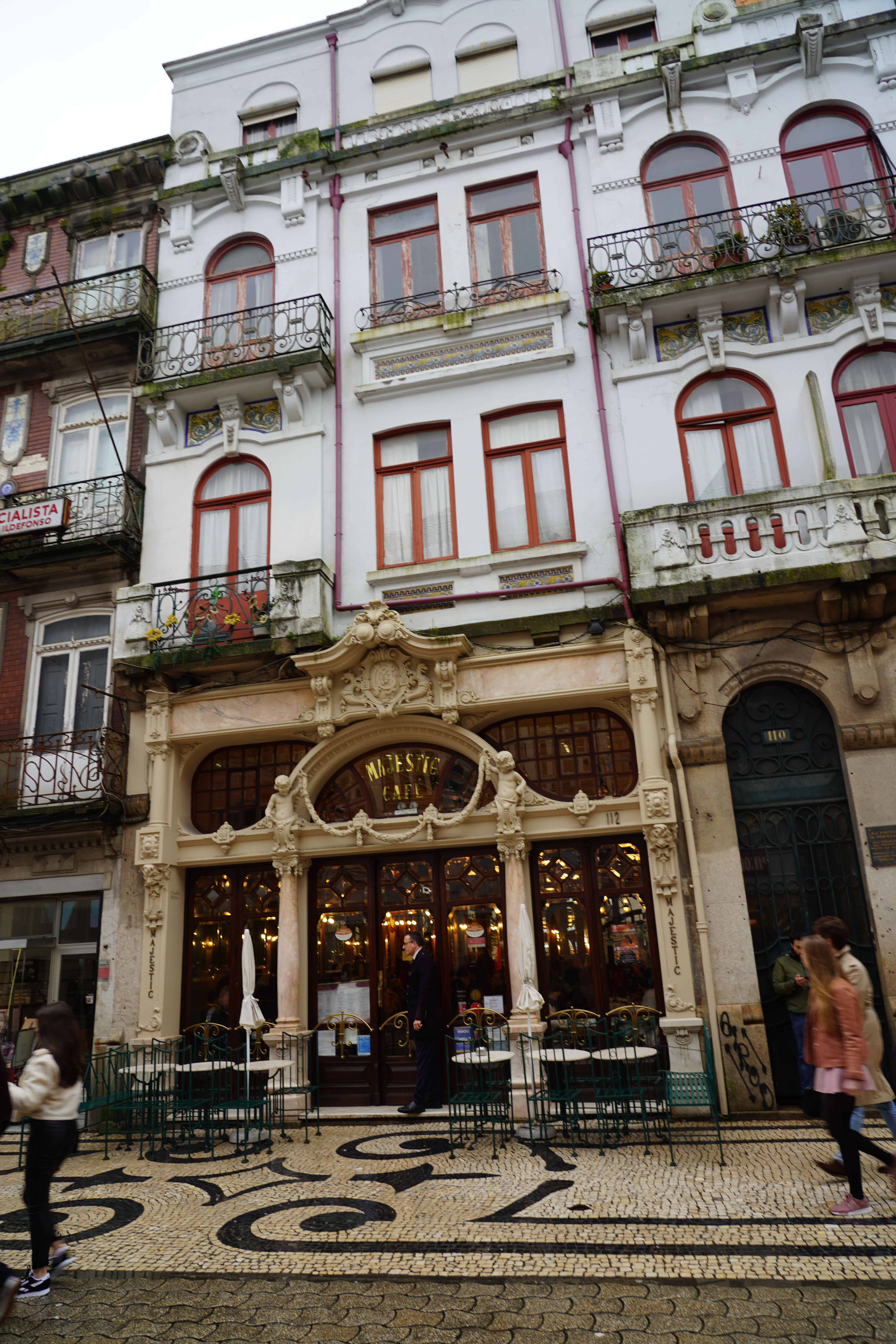
Le café Majestic à Porto, l'un des lieux très appréciés par Rowling pour écrire.

Elle rédige les aventures de Harry dans son appartement (qu'elle partage alors avec deux autres Britanniques), en écoutant le Concerto pour violon de Tchaïkovski, ou en s'installant dans les lieux fréquentés de Porto comme le café Majestic. La librairie Lello & Irmao a longtemps obtenu la réputation d'avoir inspiré Rowling pour créer la librairie Fleury et Bott, ce que l'autrice a démenti en mai 2020 par le biais d'un tweet, en affirmant n'avoir jamais visité cette librairie ni même avoir eu connaissance de son existence,.
Rowling se marie en octobre 1992 avec le journaliste de télévision portugais Jorge Arantes et donne naissance à une fille en juillet 1993, qu'elle prénomme « Jessica », en hommage à Jessica Mitford. Cependant, le mariage est un échec. Son mari se montre parfois violent et le couple se sépare l'année suivante.

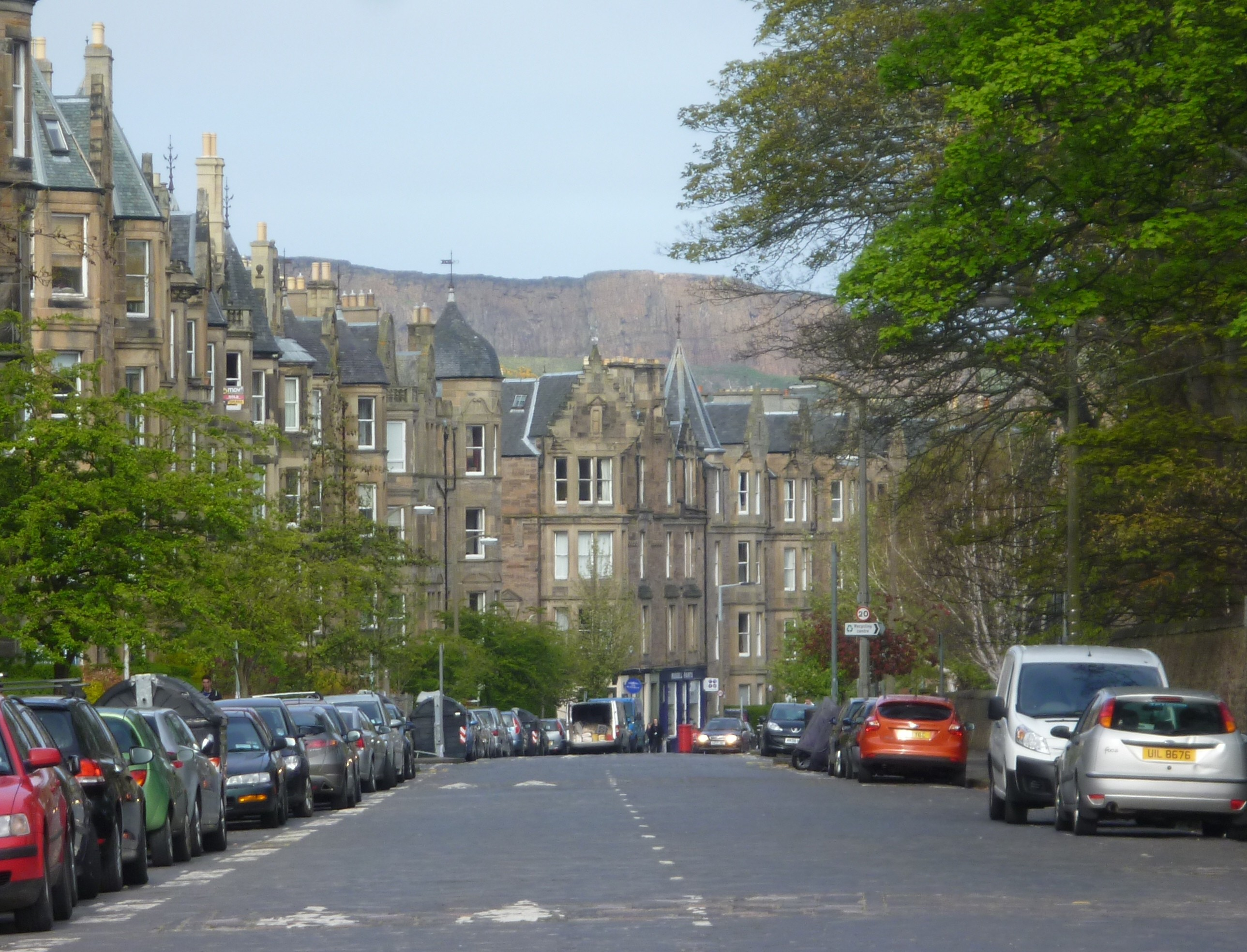
À son retour anticipé au Royaume-Uni, Rowling s'installe quelque temps chez sa sœur dans la rue du Marchmont à Édimbourg, avant d'emménager à Leith grâce aux allocations.

Rowling retourne au Royaume-Uni avec sa fille pour s’installer dans un premier temps chez sa sœur et son beau-frère, dans leur maison de la rue du Marchmont à Édimbourg, puis dans un petit bâtiment à Leith, un district de la capitale de l’Écosse, où elle et sa fille vivent avec l'aide du gouvernement. Sept ans après avoir obtenu son diplôme de l'université, Rowling perçoit sa vie comme un « désastre »,. Devant faire front à la mort de sa mère puis à une séparation violente, elle se retrouve de surcroît sans emploi avec un nourrisson à charge, qu'elle craint de voir mourir. Au cours de cette période, une dépression clinique, se manifestant chez elle par une profonde torpeur, une apathie et une incapacité à imaginer un retour à une vie plus heureuse, est diagnostiquée chez Rowling. Elle envisage le suicide,,. Sa maladie et son état d'esprit lui ont notamment inspiré les Détraqueurs, les créatures maléfiques présentes dans Harry Potter et le Prisonnier d'Azkaban et répandant un sentiment de désespoir,. Plus tard, en 2012, Rowling décrit cette période de sa vie comme ayant été une autre expérience particulièrement formatrice :

« Cela a changé ma vision du monde. […] Les gens deviennent des statistiques, ils perdent leur individualité lorsqu'ils sont piégés dans la pauvreté. C'est une place humiliante où on est défini par des personnes n'ayant jamais vécu notre situation. Tous nos choix sont sous contrat. C'est vraiment, vraiment très difficile de s'échapper de cette situation. »

### Nouvelle vie en Écosse et succès planétaire (1996 - 2012)
À Édimbourg, Rowling décide de reprendre l'enseignement, cette fois-ci à temps plein, ce qui l'incite à vouloir terminer au plus vite son premier livre pour ne pas être obligée de l'abandonner. Elle se met donc au travail et écrit jour et nuit, déterminée à l'achever et tenter de le faire publier.

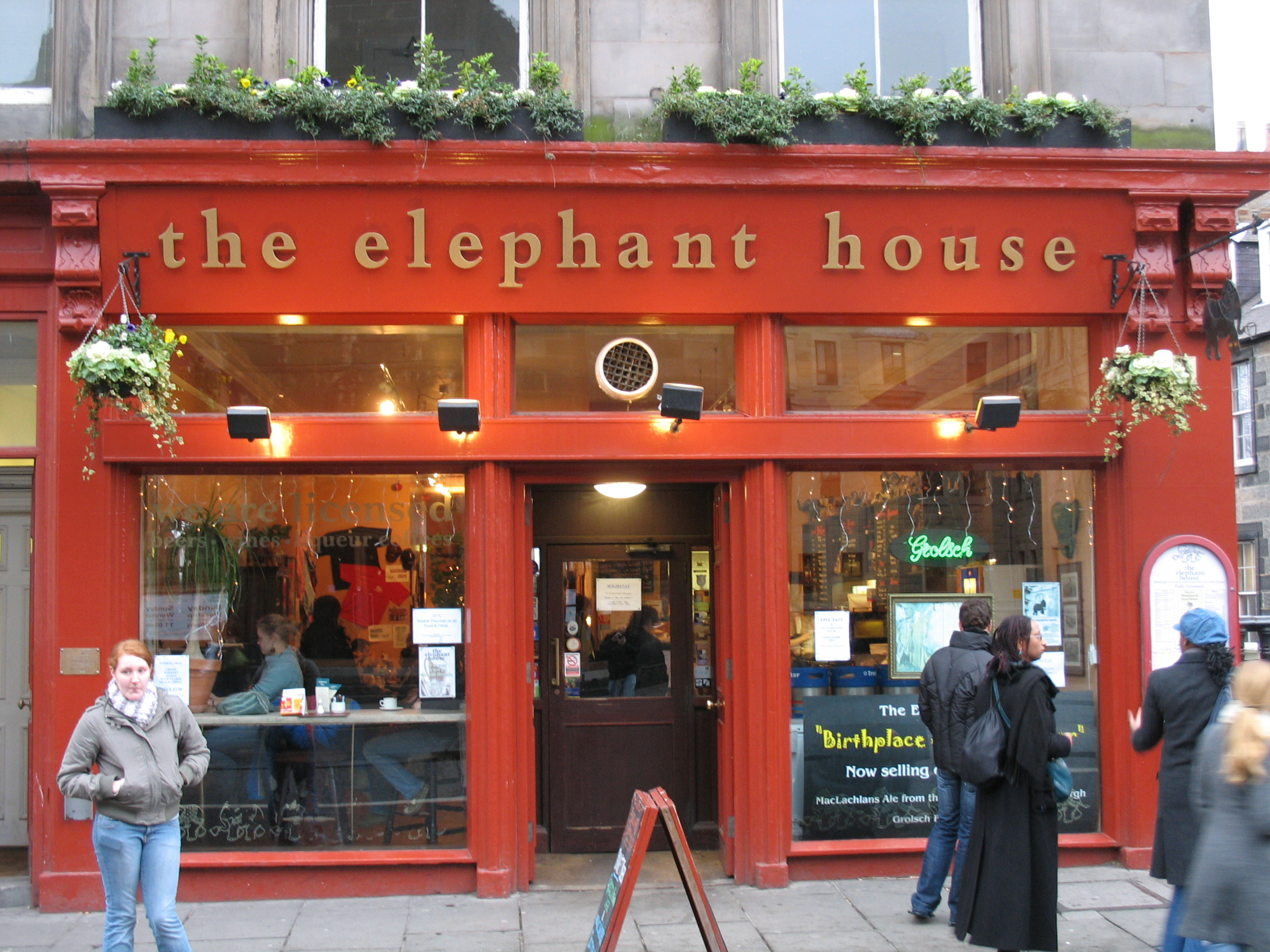
Devanture du café Elephant House dans le centre d'Édimbourg où Rowling a rédigé plusieurs chapitres de Harry Potter.

Les endroits connus et préférés de Rowling pour écrire sont généralement des lieux publics où le brouhaha des conversations est perceptible, et l'aide à travailler. Elle choisit régulièrement l'Elephant House dans le centre-ville et le café Nicolson's, tenu par son beau-frère. Là, elle commande un café pour pouvoir écrire son histoire jusqu'à ce que sa fille se réveille. À cette époque, Rowling retape encore tous ses chapitres sur une vieille machine à écrire.
Harry Potter à l'école des sorciers achevé en 1995,, Rowling envoie les trois premiers chapitres à un agent, qui les lui retourne aussitôt. Un second agent, Christopher Little, est intéressé et demande à l'auteure de lui envoyer la suite du roman pour tenter de le faire publier. Après le refus successif de douze éditeurs (dont notamment Orion, Penguin et HarperCollins), les originaux arrivent à Bloomsbury Publishing en août 1996, dans les mains de Barry Cunningham, le coordonnateur de la nouvelle division des livres pour enfants. Alice Newton, la fille du directeur général de Bloomsbury, aime beaucoup le livre et son enthousiasme aurait influencé la décision de publier le roman. Harry Potter à l'école des sorciers est finalement publié le 26 juin 1997. La première édition n'est pas très importante : 1 000 exemplaires dont 500 sont destinés à des bibliothèques. En 2005, un exemplaire de ces livres d'origine valait plus de 27 000 euros.

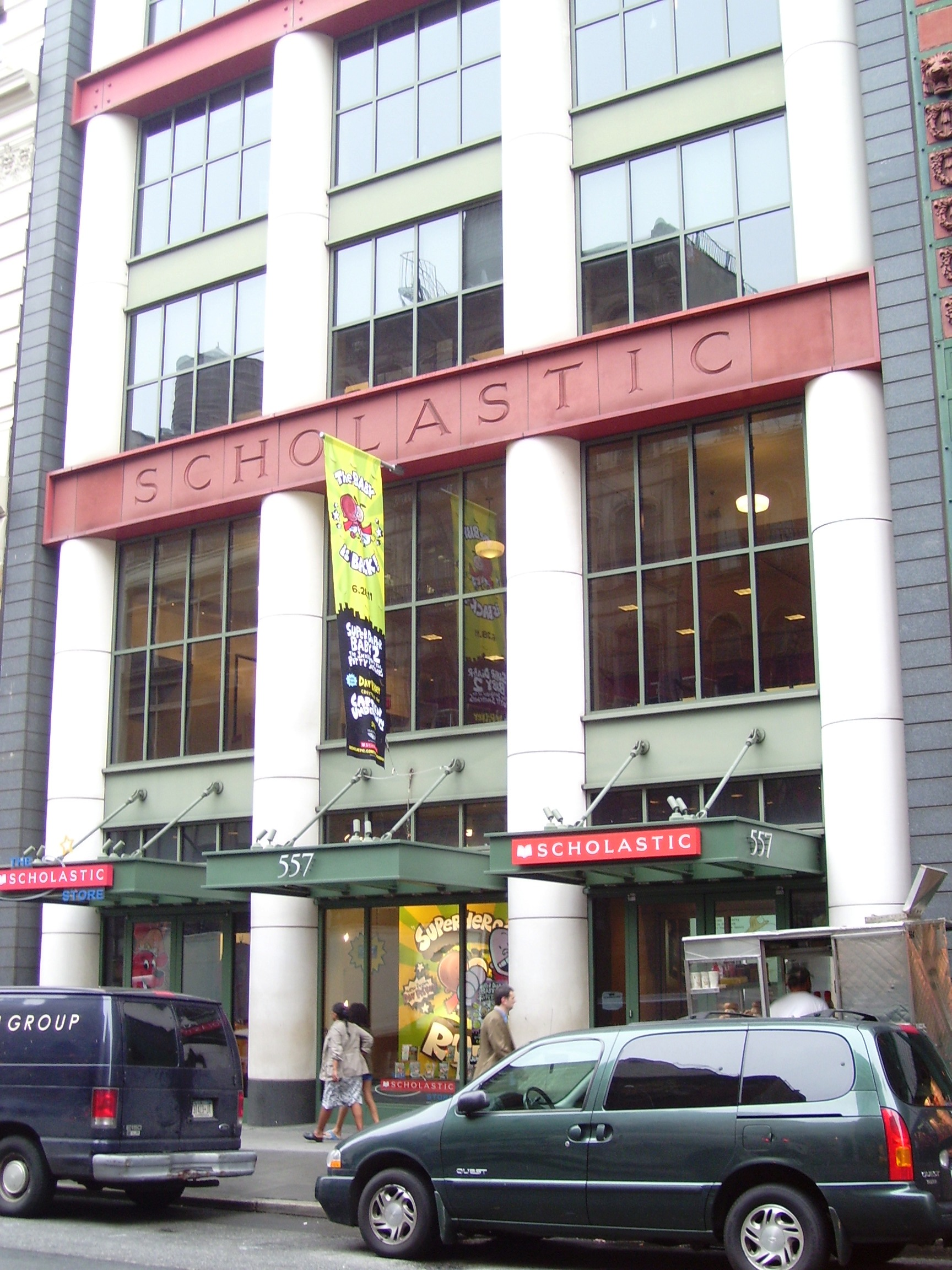
En 1998, Arthur Levine, des éditions Scholastic aux États-Unis, achète les droits du premier tome de Harry Potter pour plus de 100000 $.

À ce moment, son agent Christopher Little craint cependant que le groupe-cible de petits garçons rechigne à acheter des livres écrits par une femme et lui demande par conséquent d’utiliser les fameuses doubles initiales plutôt que de révéler son véritable prénom. Elle obtient en parallèle un poste à l'Académie de Leith, comme professeur de français, ainsi qu'une bourse de la Scottish Arts Council. Très rapidement, le livre s'inscrit dans la liste des meilleures ventes et la publication est suivie par les distinctions et les louanges : il remporte notamment le British Book Awards et le Children’s Book of the Year. Les éditions Gallimard, sous la direction de Christine Baker, sont les premières à acheter les droits pour une traduction et à publier Harry Potter en dehors des frontières du Royaume-Uni : « J'ai tout de suite été frappée par la maîtrise totale qu'avait cette jeune femme inconnue, précise Baker. Tous les éléments qui m'attiraient dans un texte : la véracité psychologique, la vivacité des dialogues, l'authenticité des sentiments, l'humour bien-sûr, l'inventivité… tout cela était présent. Un cocktail parfaitement bien mesuré. C'est très très rare pour un premier manuscrit ». En 1998, Arthur Levine, des éditions Scholastic aux États-Unis, achète à son tour les droits pour une somme jamais atteinte par un livre pour enfant : 105 000 $, et le Time Magazine place l'auteure en tête de son classement des « 100 femmes de l'année ».

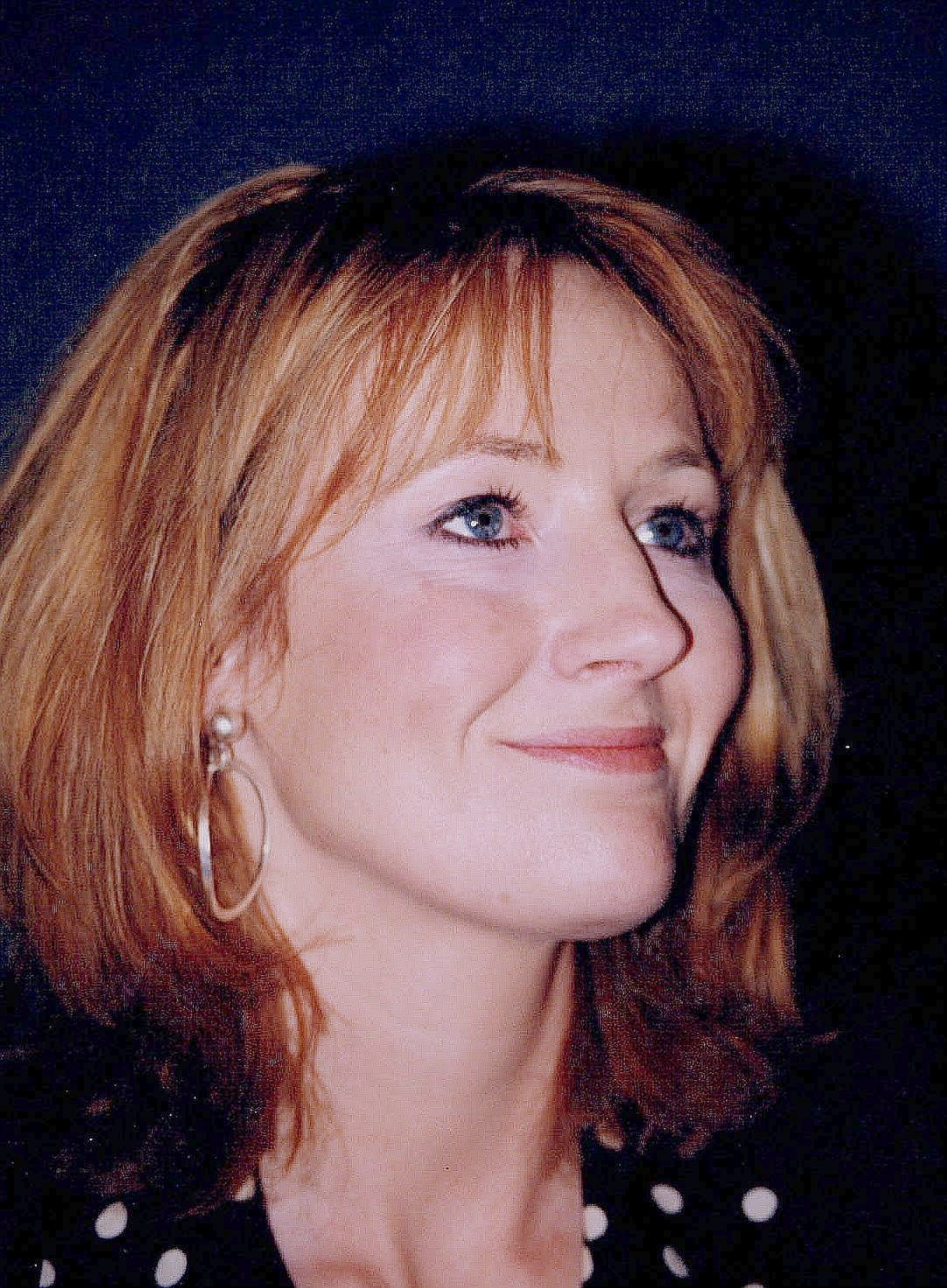
J. K. Rowling (ici en 1999) refuse dans un premier temps que Harry Potter soit adapté au cinéma.

Rowling emménage alors dans un appartement plus sûr et plus spacieux pour elle et sa fille et entame une thérapie lui permettant de prendre du recul vis-à-vis de sa notoriété soudaine et oppressante. L’argent gagné permet à Rowling de quitter définitivement l’enseignement et de se consacrer pleinement à l'écriture de Harry Potter. Elle réalise son rêve d'être écrivain à temps complet.
J. K. Rowling devient millionnaire en juin 1999, entre les publications des tome 2 et tome 3. Elle refuse dans un premier temps les nombreuses propositions d'adaptations cinématographiques de ses romans, y compris celle de la Warner Bros. Mais après avoir vu les adaptations du Jardin Secret et de La Petite Princesse, qu'elle trouve particulièrement réussies et fidèles, elle décide de faire confiance à la Warner Bros. En 2001, l'année même où est adapté Harry Potter à l'école des sorciers au cinéma, elle épouse en secondes noces le médecin Neil Michael Murray : cérémonie privée qui a lieu dans sa maison en Écosse. En 2003, Rowling met au monde son fils David et en 2005 naît sa deuxième fille, Mackenzie.
Au quatrième livre, Harry Potter devient un phénomène de société et à sa sortie, adultes, adolescents et enfants font la queue pour l'acheter rapidement, au point que Harry Potter et la Coupe de feu est pré-vendu en librairie à plus d’un million de volumes, et la première édition porte le chiffre record de 5,3 millions d’exemplaires. Les sept romans se vendent successivement, à plus de 450 millions d'exemplaires au total. Rowling se trouve à la tête d'une fortune estimée en 2008 par le Sunday Times à 560 millions de livres (environ 590 millions d’euros), soit davantage que la reine Élisabeth II, ainsi qu'à la tête d’un « empire commercial » hollywoodien entraînant des records cinématographiques au box-office. Bien que reconnaissante, l'auteure avoue parfois être agacée par ce virage commercial :

« Cet aspect m’ennuie vraiment à mourir. […] Vraiment, il n’y a rien dans le côté commercial de mon travail que je ne refuserais de sacrifier en un claquement de doigts pour qu’on me laisse écrire deux petites heures de plus. Rien. Cela peut paraître affreusement ingrat, car les films m’ont rapporté des sommes incroyables et j’en suis très reconnaissante, mais ça ne m’intéresse pas. (J. K. Rowling) »

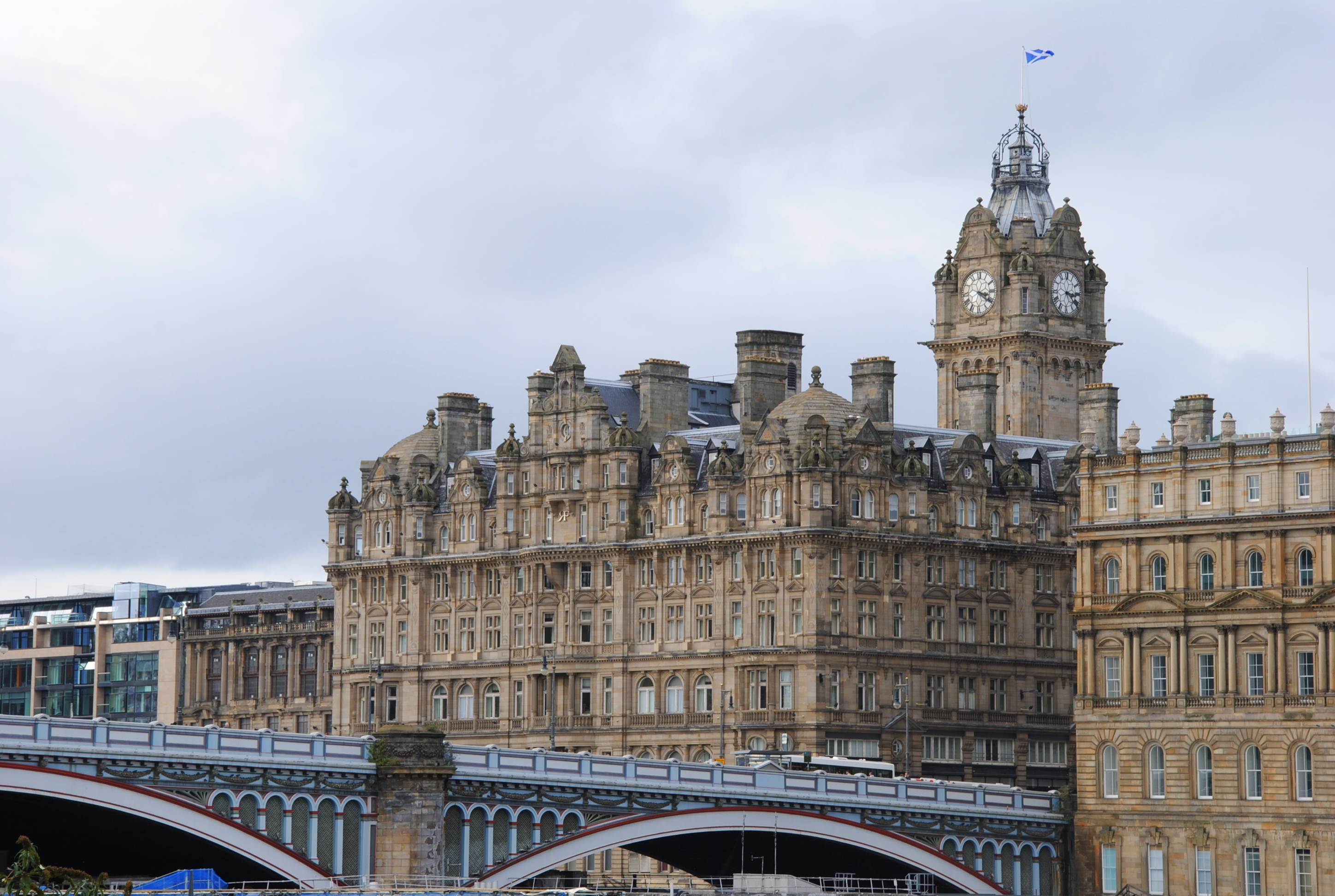
L'Hôtel Balmoral d'Édimbourg, où Rowling a officiellement rédigé les dernières lignes de Harry Potter et les Reliques de la Mort le 11 janvier 2007.

Désormais à l'abri du besoin, l'auteure termine tranquillement l'écriture des Reliques de la Mort à l'Hôtel Balmoral d’Édimbourg le 11 janvier 2007, mettant ainsi un point final aux aventures romanesques de Harry Potter.
En octobre 2010, Rowling est nommée « Femme la plus influente de Grande-Bretagne » par les principaux éditeurs de magazines. En dépit de son succès, elle mène une vie tranquille dans le Perthshire et ne donne que peu d'interviews. En juillet 2011, elle décide de se séparer de son agent littéraire, Christopher Little, après seize ans de collaboration et choisit une nouvelle agence fondée par l'un de ses employés, Neil Blair,. L'auteure, qui souhaite, dans un premier temps, dissocier ses futurs projets de Harry Potter, met également un terme à sa collaboration avec Gallimard pour ses éditions en français, se tournant désormais vers Grasset. En juin 2011, Rowling annonce par le biais d'une vidéo qu'elle va ouvrir un site internet consacré à l'univers étendu de Harry Potter, Pottermore, sur lequel elle publiera régulièrement du contenu inédit (le site sera clôturé en 2019 et la plupart de son contenu déplacé sur le site WizardingWorld.com).

### Polars, projet théâtral et scénarios pour le cinéma (depuis 2012)
Le 23 février 2012, sa nouvelle agence, Blair Partnership, annonce sur son site que J. K. Rowling fera publier un nouveau livre destiné aux adultes. En avril, Little, Brown and Company précise que le nouveau livre, intitulé Une place à prendre (The Casual Vacancy), sortira le 27 septembre 2012 (le lendemain en français). Dans ses trois premières semaines de sortie, Une place à prendre se vend à plus d'un million d'exemplaires dans le monde entier, mais son accueil reste assez mitigé. La BBC adapte le roman en une mini-série télévisée, Une place à prendre, à laquelle Rowling collabore en tant que productrice exécutive.

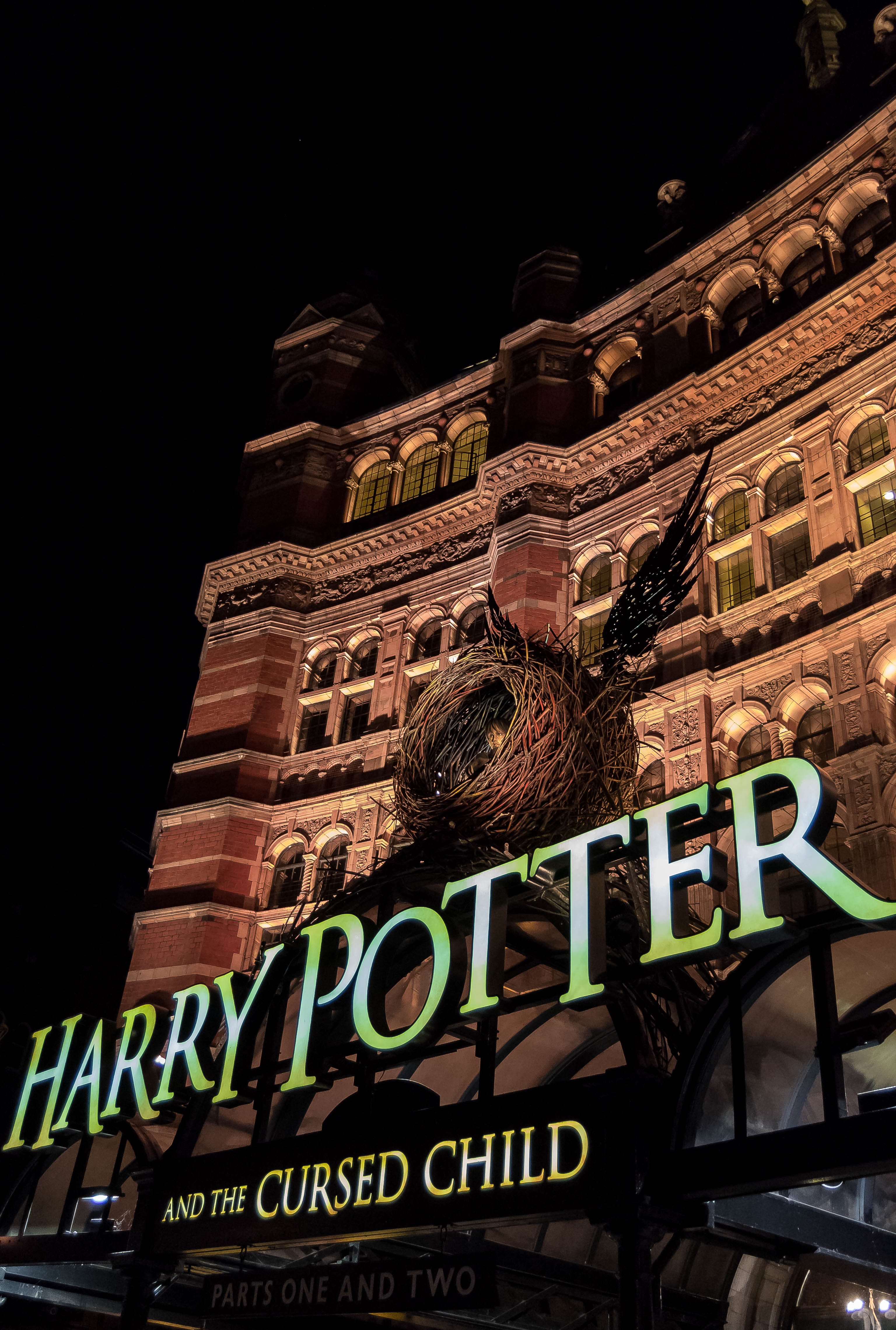
Devanture du en de Londres lors de la représentation de la pièce de théâtre Harry Potter et l'Enfant maudit.

Elle entame en 2013 l'écriture d'une série de romans policiers mettant en scène un ancien soldat devenu détective privé. L'identité de Rowling, dissimulée sous un nouveau nom de plume, Robert Galbraith, a été révélée par une indiscrétion au Sunday Times en juillet 2013,. J. K. Rowling indique par la suite qu'elle a toujours voulu s'appeler Ella Galbraith et que le choix de Robert comme prénom est un hommage à l'homme politique qu'elle admire beaucoup, Robert Francis Kennedy, assassiné en 1968. Le premier tome de la série, L'Appel du Coucou, est édité en France par Grasset et publié en novembre 2013. La série fait également l'objet d'une adaptation télévisée en 2017 pour BBC One.
En 2016, J. K. Rowling associe son nom à un projet de pièce de théâtre autour de Harry Potter, acceptant de discuter des bases d'un script avec le dramaturge Jack Thorne et le metteur en scène John Tiffany, mais refusant d'en être elle-même rédactrice. La pièce en deux parties, intitulée Harry Potter et l'Enfant maudit, est jouée le 30 juillet 2016 au Palace Theatre de Londres. Contrairement aux sept tomes de la série de Rowling, l'histoire de L'Enfant maudit relate principalement les aventures du cadet des enfants de Harry Potter après l'épilogue des Reliques de la Mort. J. K. Rowling rappelle sur son compte Twitter que le script de la pièce, bien que publié sous forme de livre, n'est pas à considérer comme un « roman » Harry Potter.
En parallèle de l'écriture de ses polars, J. K. Rowling devient à partir de 2016 scénariste pour le cinéma, élargissant son univers sorcier par le biais d'une nouvelle saga portée à l'écran, Les Animaux fantastiques, dont l'intrigue commence dans le New York des années 1920. Ce nouvel environnement sorcier s'inscrit de ce fait plusieurs décennies avant les aventures de Harry Potter et relate les aventures d'un héros adulte, le magizoologiste Norbert Dragonneau, ainsi que des jeunes Albus Dumbledore et Gellert Grindelwald.

### Retour au roman jeunesse et tourmente médiatique (2020 - 2022)
En mai 2020, pendant la pandémie de Covid-19, Rowling annonce la publication d'un conte de fée politique « sur la vérité et l’abus de pouvoir », intitulé L'Ickabog, qui est destiné aux enfants âgés de 7 à 9 ans,. Le projet, qui a pris naissance avant 2007, pendant l'écriture de Harry Potter (mais qui n'a aucun rapport avec son histoire), était destiné en premier lieu à ses deux plus jeunes enfants David et Mackenzie,. Il a ensuite été mis de côté pendant plusieurs années, lorsque Rowling s'est consacrée à l'écriture de ses romans pour adultes. Pendant son confinement au Royaume-Uni, elle décide de retravailler le texte avec David et Mackenzie (alors âgés de 15 et 17 ans), en vue de le publier en ligne entre le 26 mai 2020 et le 10 juillet 2020, sur le site dédié Theickabog.com. Le conte au format papier, e-book et audio est publié en novembre 2020 au Royaume-Uni. Gallimard Jeunesse récupère les droits de publication et la version en français est annoncée pour le 12 novembre 2020, puis finalement reportée à la réouverture des librairies, à l'issue du confinement de l'automne,. Des dessins réalisés par des enfants lecteurs sont sélectionnés lors d'un concours organisé par les éditeurs, afin d'illustrer les différentes publications. J. K. Rowling précise sur son site officiel que tous les droits d'auteur sont reversés aux personnes touchées par la pandémie.
Un autre roman pour la jeunesse, Jack et la Grande Aventure du Cochon de Noël (The Christmas Pig), est annoncé en avril 2021, pour une publication en octobre 2021, notamment chez Hachette Children’s Group (Royaume-Uni), Scholastic (États-Unis) et Gallimard,,. L'histoire, destinée aux enfants de plus de 8 ans, raconte les mésaventures d'un petit garçon et de son cochon en peluche, la veille de Noël. Elle est illustrée de doubles-pages en noir et blanc et d’enluminures réalisées par l'illustrateur anglais Jim Field.
L'auteure est vivement critiquée depuis 2019 pour ses propos au sujet de la cause trans. En 2020, des salariés des éditions Hachette en Angleterre tentent de la boycotter et refusent de travailler sur son livre L'Ickabog, en raison de ses propos polémiques,. En 2022 notamment, J. K. Rowling est sujette à une forme de « cancel culture » de la part de certains fans de l'univers de Harry Potter.

### Retour àHarry Potter(depuis 2023)
Le 12 avril 2023, HBO annonce la production d'une série télévisée Harry Potter, avec une nouvelle distribution. Il est prévu qu'elle comporte sept saisons (une saison par roman), produites sur une dizaine d'années, et que J. K. Rowling en soit la productrice exécutive avec ses collaborateurs Neil Blair et Ruth Kenley-Letts,. Elle est également impliquée dans le processus de recrutement des scénaristes et réalisateurs,.

## Travail littéraire

### Œuvres majeures

#### L'heptalogieHarry Potter

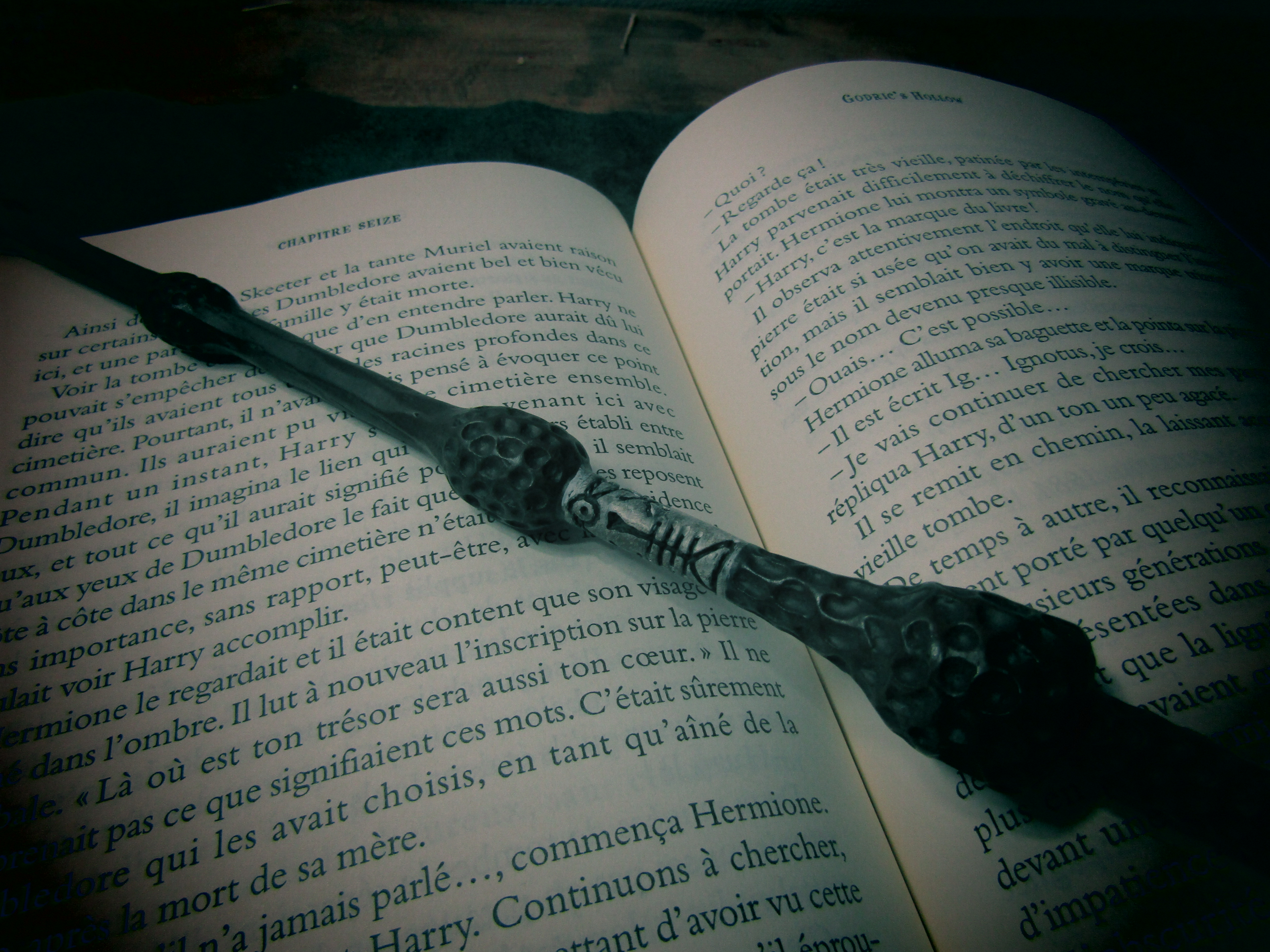
Double-page de Harry Potter et les Reliques de la Mort avec une réplique de la baguette de sureau.

Dès le départ, Rowling a en tête une saga en sept tomes, chaque tome relatant une année passée à l'école de magie Poudlard. Cinq ans ont été nécessaires pour mettre en place l'univers et construire le plan de chacun des romans Harry Potter, (dix-sept années au total pour rédiger l'ensemble de l'heptalogie). Avant même d'entamer l'écriture du premier roman, Rowling rédige également les biographies complètes de la plupart de ses personnages, non destinées à être publiées mais conservées à titre de supports personnels. Elle choisit de faire de Harry Potter un orphelin, à l'image des personnages de Charles Dickens,, ce qui lui permet de développer le sentiment de solitude de son héros dans le cheminement de sa quête et de sa personnalité. À travers Harry Potter, Rowling crée un monde magique au sein de notre monde réel, séparé par un obstacle physique comme le mur de briques à l'arrière du Chaudron Baveur, à la manière du miroir d'Alice au pays des merveilles ou de l'armoire du monde de Narnia. La magie en elle-même constitue un élément essentiel de son histoire :

« La magie me fascine […]. Je pense qu'elle nous connecte à des choses essentielles sur la nature de l'être humain : ce qu'il est, ce qu'il souhaite, ce qu'il croit… Les enfants croient en la magie parce qu'ils cherchent à comprendre et contrôler leur monde. Mais nous avons tous ça en nous. Le monde est complexe et la plupart du temps insaisissable. Même si nous nous sommes tournés vers la science, je pense que nous avons tous gardé au fond du cœur quelques idées magiques. […] [Nos petits rituels personnels sont] une façon de vouloir contrôler ce que nous savons incontrôlable, comme notre vie. »

— J. K. Rowling en 2017.

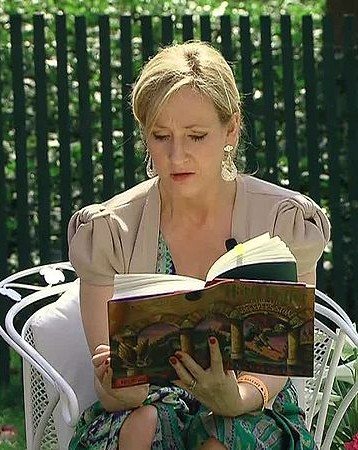
Rowling lisant un extrait de Harry Potter à l'école des sorciers à la Maison-Blanche en 2010.

Harry Potter semble ainsi appartenir typiquement à la fantasy, mais constitue néanmoins une adaptation assez singulière du genre. Selon une étude réalisée par Youri Panneel et Manon Stas de Richelle, l'introduction d'un ton humoristique et de scènes burlesques dans le style d'écriture de Harry Potter contribuent à le distinguer au sein de ce courant. J. K. Rowling confirme cette idée : « Si nous laissons de côté le fait que les livres parlent de dragons, de baguette magique et autres, les livres Harry Potter sont très différents des œuvres de la fantasy classique, surtout dans le ton ».
L'auteure s'inspire des traditions européennes en matière de littérature tout en personnalisant certains aspects qu'elle souhaite mettre en avant. Elle fait de l'école Poudlard un château médiéval figé dans le temps, à l'instar de certains pensionnats anglais,. Les élèves utilisent ici des plumes pour écrire sur des rouleaux de parchemins, suivent des cours destinés à l'apprentissage de la magie (défense contre les forces du Mal, métamorphose, histoire de la magie, fabrication des potions…), approfondissent leurs connaissances en consultant principalement les livres anciens de la bibliothèque de l’école et les lettres sont encore cachetées de cire. L'auteure a inventé un grand nombre de mots et de sortilèges propres à son univers magique, tout en réutilisant des codes déjà présents dans la fantasy (balais volants, baguettes magiques, mythologie…). En parallèle, toute technologie moderne de l'époque décrite (téléphones, ordinateurs, etc.), existante dans le monde « moldu » voisin et contemporain, demeure pour autant totalement absente au sein de cette institution magique où aucun objet de nature électronique ne peut fonctionner. Les romans, même s'ils se veulent ancrés dans une atmosphère d'un autre temps, prônent de nombreuses valeurs très actuelles, comme le féminisme, ou la révolte contre l'oppression et les différentes formes de racisme. En 2007, l'année de la publication du dernier tome de la série, Time Magazine classe J. K. Rowling parmi les finalistes du titre de la Personnalité de l'année, relevant l'inspiration sociale, morale et politique qu'elle aurait transmis à ses fans à travers Harry Potter.
Au total, les livres se sont vendus à plus de 500 millions d'exemplaires en 2018, et Harry Potter a été traduit dans près de quatre-vingts langues,. Il s’agit du premier cycle jeunesse ayant été lu simultanément par les enfants et leurs parents (pour environ la moitié des enfants lecteurs). Le succès de la série peut en partie s'expliquer par celui des huit films adaptés, dont les sorties successives au cours de la deuxième moitié des années 2000 ont concordé avec les publications des derniers romans. Les films ont permis aux lecteurs de voir évoluer les différents personnages incarnés et d'obtenir une vision du monde magique, proposée par le concepteur Stuart Craig et correspondant fidèlement à l'imagination de Rowling,. En outre, les premiers lecteurs de la série ayant eu le même âge que les personnages ont pu vieillir en même temps que les héros au fil de l'histoire, ce qui a permis une identification très forte.

#### La satire sociale

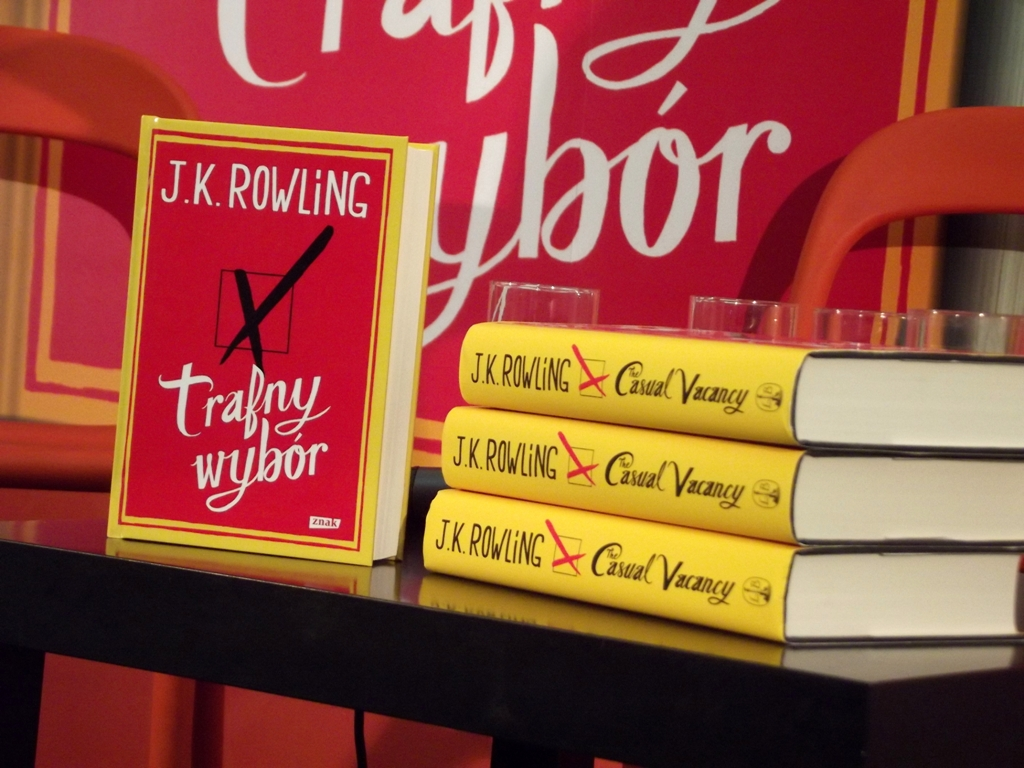
Édition polonaise de Une place à prendre.

Le roman Une place à prendre (The Casual Vacancy) est publié le 27 septembre 2012 (le lendemain en français chez Grasset). L'histoire commence par la mort brutale d'un conseiller paroissial d'un petit village de la campagne anglaise. Sa mort va provoquer une guerre sans merci entre les habitants, tous désireux d'occuper le poste vacant. Le livre est présenté comme une tragédie teintée d'humour noir, une « satire féroce des hypocrisies sociales ».

« Nous sommes une société incroyablement snob et il est fascinant d’explorer cet aspect. La classe moyenne est très drôle ; c’est celle que je connais le mieux et c’est aussi celle où l’on rencontre le plus de gens prétentieux. C’est ce qui la rend si hilarante. (J. K. Rowling) »

Dans ses trois premières semaines de sortie, le roman se vend à plus d'un million d'exemplaires dans le monde entier, mais son accueil reste assez mitigé, certains estimant que le récit manque d'action et traîne en longueur,. D'autres estiment que le vécu de Rowling (pauvreté et misère) se ressent dans la description des personnages, en particulier des adolescents particulièrement lucides, et que le lecteur retrouve le souci du détail qui lui est propre,. L'ambiance et le décor sur fond de crise économique et sociale rappellent à d'autres les univers de Ken Loach ou de Billy Elliot.
Le 3 décembre 2012, il est annoncé que la BBC adapterait le roman en une mini-série télévisée. L'agent de Rowling, Neil Blair, travaille sur le projet comme producteur, par l'intermédiaire de sa société de production indépendante. Rowling collabore à l'adaptation en tant que productrice exécutive. La série Une place à prendre a été diffusée en trois parties du 15 février au 1er mars 2015,, avec notamment les acteurs Monica Dolan et Michael Gambon.

#### Les romans policiers

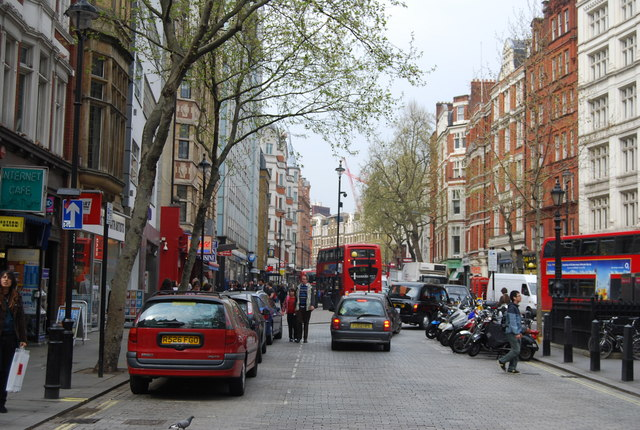
Le bureau du détective Cormoran Strike est situé dans Denmark Street, près de Charing Cross Road, à Londres.

J. K. Rowling entame en novembre 2013 l'écriture d'une série policière mettant en scène un ancien soldat devenu détective privé, Cormoran Strike, et sa secrétaire et collaboratrice Robin Ellacott. Vétéran de la récente guerre d'Afghanistan où il effectuait des missions pour la Brigade spéciale d’investigation, le personnage de Cormoran Strike est revenu blessé (à la suite d'une explosion) et amputé d'une partie de la jambe droite, l'obligeant à porter une prothèse douloureuse. Son bureau est situé à Londres dans Denmark Street, près de Charing Cross Road. Sa secrétaire intérimaire, bien que discrète, se montre particulièrement efficace et les deux protagonistes vont naturellement faire équipe pour tenter de résoudre les enquêtes.
Pour construire ces romans, J. K. Rowling se base sur des récits factuels de vrais soldats. Deux soldats en particulier parmi ses connaissances lui fournissent des renseignements très utiles pour établir le contexte et les antécédents de son héros. Le premier tome de la série, L'Appel du Coucou, est édité en français par Grasset et publié le 6 novembre 2013.

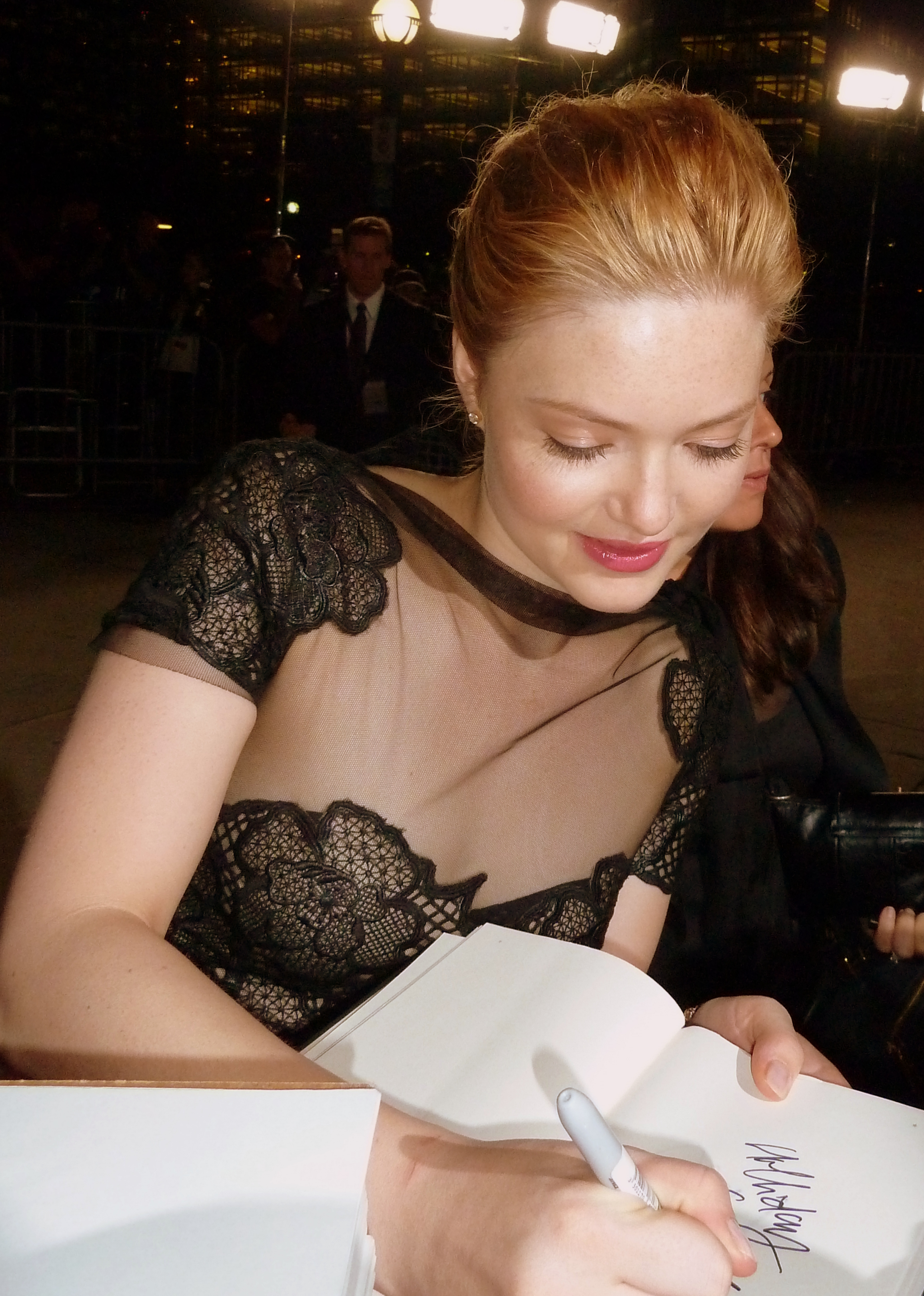
Holliday Grainger interprète Robin Ellacott dans l'adaptation télévisée Strike.

Le deuxième roman, intitulé Le Ver à soie, est publié en français en octobre 2014. Considéré comme « moins essoufflant » que son prédécesseur, le roman voit le héros enquêter sur la disparition d'un écrivain détesté par beaucoup de ses vieux amis pour les avoir insultés dans sa dernière production. Pour l'écriture du troisième roman, dans lequel le personnage de Robin se retrouve au centre de l'intrigue, J. K. Rowling a recours à « une quantité incroyable de planifications » en utilisant des tableurs à codes couleurs pour mieux se repérer. Au Royaume-Uni, La Carrière du mal est publié en octobre 2015 et sa traduction française en mars 2016. Ce troisième roman est considéré par USA Today comme le meilleur de ce début de série, tandis que la NPR lui attribue une « exceptionnelle profondeur morale et émotionnelle ».
Au printemps 2017, J. K. Rowling révèle le titre du quatrième roman via Twitter dans un « jeu du pendu » avec ses fans. Après de nombreuses tentatives infructueuses, les lecteurs ont finalement deviné le titre original : Lethal White (Blanc mortel pour sa traduction française).
Les Enquêtes de Cormoran Strike sont des best-sellers dans le monde entier et sont majoritairement salués par la critique et les lecteurs. Après un démarrage parfois qualifié de « maladroit », voire d'« ennuyeux », les lecteurs s'accordent à dire qu'ils retrouvent les personnages attachants et le « soin maniaque du détail » propres à J. K. Rowling,. Les romans gagnent peu à peu en fluidité et en complexité, et pour The Toronto Star, les personnages de Strike et Robin forment « le plus formidable duo romanesque de mémoire récente ».
La série fait l'objet d'une adaptation télévisée en 2017 pour BBC One, Strike, avec Tom Burke dans le rôle-titre et Holliday Grainger dans le rôle de Robin. Une nouvelle fois, Rowling s'associe au projet en tant que productrice exécutive.

#### L'extension du monde des sorciers pour le cinéma:Les Animaux fantastiques

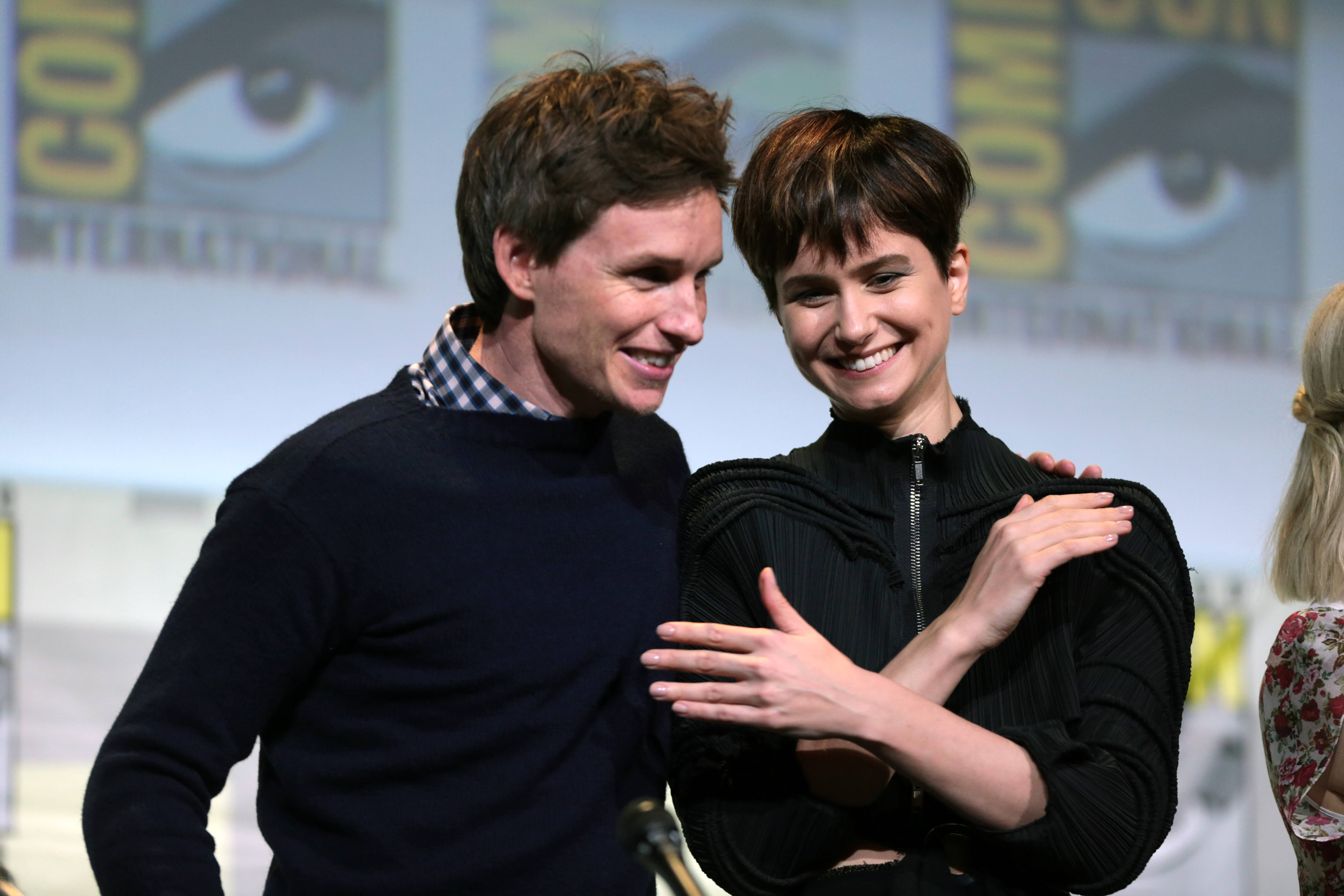
Eddie Redmayne et Katherine Waterston interprètent Norbert et Tina, deux des nouveaux héros de Rowling au cinéma à partir de 2016.

Sur une idée du producteur Lionel Wigram, J. K. Rowling développe en 2015 (d'après son propre livre-guide Les Animaux fantastiques) les aventures d'un nouveau héros, Norbert Dragonneau, au sein du même univers étendu que celui de Harry Potter, mais situé soixante-cinq ans plus tôt dans sa chronologie. Wigram souhaitait en effet, après la fin de Harry Potter au cinéma, développer les possibilités qu'offrait le petit livre écrit en 2001 pour l'association Comic Relief. « Norbert est sorti des pages du livre », affirme Wigram. « Je ne pouvais m'empêcher de l'imaginer en train de crapahuter dans toutes sortes de lieux exotiques et dans d'innombrables aventures qu'il vivrait en chemin ».
La première partie de cette nouvelle saga, sortie en 2016, suit les aventures de Norbert, timide magizoologiste, dans la ville de New York en 1926, où il fait escale avant de poursuivre son voyage vers l'Arizona. Sa valise, contenant de nombreuses créatures magiques, s'ouvre par mégarde et les animaux s'échappent dans la ville. Le héros, en s'alliant à un non magicien et à deux sorcières, va faire son possible pour récupérer toutes ses créatures sans qu'elles se blessent et sans se faire arrêter par les aurors du Congrès Magique américain.
Ainsi, les créatures et le personnage de Norbert Dragonneau (interprété par Eddie Redmayne) sont adaptés du petit répertoire, tandis que la nouvelle histoire originale, les autres personnages ainsi que « l'extension » de l'univers magique sont développés pour l'occasion par J. K. Rowling, qui décide pour la première fois de s'occuper elle-même du script et d'écrire pour le cinéma.

« Je crois qu'elle a vraiment aimé l'idée. Elle n'a rien dit, puis elle est revenue avec sa propre histoire, une histoire complètement différente, meilleure, plus riche, plus fantastique : la sienne. »

— Lionel Wigram
Selon le réalisateur David Yates (également réalisateur des quatre derniers films Harry Potter), même si l'histoire de Norbert Dragonneau comporte des détails similaires à celle de Harry Potter, elle s'avère complètement nouvelle. L'histoire s'ouvre sur un monde magique hors de Poudlard où l'époque, le pays et la culture sont tout à fait différents. Cependant, il s'agit aussi pour Rowling — qui a conçu l'intrigue principale de ces cinq films dès 2016, — d’une « opportunité incroyable de raconter des parties de l'arrière-plan qui n'ont jamais été intégrées aux livres [Harry Potter] ».
Le premier film obtient globalement un bon accueil de la part des spectateurs avec une note de 7,4/10 pour 275 887 avis sur l'Internet Movie Database et un score de 79 % évalué sur 85 613 avis sur Rotten Tomatoes. Il est également apprécié par la critique. Selon The Guardian, le film « se pose à un tournant très divertissant vers l'âge du jazz américain et insuffle une nouvelle vie à la franchise Potter », ajoutant qu'« en abordant les thèmes de la société divisée et de la persécution des minorités, le film se retrouve parfaitement ancré dans le temps ». Pour Ouest-France, le film multiplie notamment les références aux classiques de la comédie américaine des années 1940, dans un New York des années 1920 « richement reconstitué ».
Le second volet, sorti en 2018, fait interagir Norbert avec un personnage déjà apparu dans Harry Potter : Albus Dumbledore, avant que celui-ci ne devienne directeur de l’école de Poudlard. Le film, localisé principalement à Paris, fait également apparaître pour la première fois le personnage de Nicolas Flamel, inspiré du célèbre copiste français du XIVe siècle et mentionné précédemment dans Harry Potter à l'école des sorciers comme étant le créateur de la pierre philosophale grâce à laquelle il aurait vécu plus de 665 ans. Ce deuxième volet reçoit un accueil plus mitigé, autant de la part des critiques que des fans, qui reprochent notamment quelques incohérences et une intrigue trop complexe aux « sous-couches inutiles »,,. Par conséquent, l'équipe décide de repousser le début de production de l’épisode suivant afin de permettre notamment à J. K. Rowling de retravailler son scénario,.
Pour le troisième épisode, Steve Kloves, qui a déjà travaillé sur les films Harry Potter, est engagé pour co-écrire le scénario avec J. K. Rowling. Le tournage connaît plusieurs complications, dues notamment à la crise sanitaire de la Covid-19,, ainsi qu'au changement d'acteur pour le rôle du mage noir Grindelwald,. Sa sortie, après avoir été plusieurs fois repoussée, est finalement prévue pour juillet 2022.

### Style et thèmes récurrents

#### Héros marginaux
« Mes héros sont toujours des gens qui se sentent exclus, stigmatisés ou ostracisés. C'est au cœur de la plupart de mes œuvres. »

— J. K. Rowling
Pour David Yates, il s'agit d'un trait caractéristique de J. K. Rowling que de s'intéresser « aux marginaux, aux incompris ou à ceux qui sont en léger décalage avec la société ». C'est le cas de nombreux personnages de ses histoires, comme Norbert Dragonneau, Luna Lovegood, Cormoran Strike, Remus Lupin ou encore Croyance Bellebosse. Les producteurs parlent aussi d'un éloge « à la Rowling » de l'amitié improbable entre deux personnages que tout semble opposer (le brusque Cormoran et la délicate Robin, le distant Norbert et le tendre Jacob, l'autoritaire Hermione et le désinvolte Ron, etc.), en étant bien souvent, comme le soulève Eddie Redmayne, amené à une situation où chacune des personnalités distinctes en vient à « tirer le meilleur de l’autre ». Pour Jacky Bornet, rédacteur Culture chez France Télévisions, les personnages variés de J. K. Rowling seraient même destinés à « sceller leur amitié » grâce à la marginalité qu'ils ont en commun.

#### Thèmes intemporels et accessibles
Selon David Heyman, J. K. Rowling aurait mis en valeur, dans ses histoires du monde sorcier, des thèmes « intemporels et émouvants », qui invitent à la réflexion : la peur des autres s'associant à un monde divisé, le sentiment d'être un étranger à la recherche d'une famille ou encore la nécessité d'être soi-même. D'autres thèmes sont régulièrement soulevés : les questions écologiques et politiques notamment, qui influent sur la manière dont notre société fonctionne. Rowling dit « [se méfier] des gens qui veulent le pouvoir » d'une manière générale, en pensant que cela se ressent clairement dans ses livres. La discrimination et la répression sont particulièrement présentes, notamment dans son univers sorcier,.
J. K. Rowling explore « le cœur de la condition humaine », en abordant les idées et les thèmes profonds d'une manière « accessible et divertissante » selon Lionel Wigram. Heyman soutient cette idée en affirmant qu'un équilibre émane de ses textes entre les éléments sombres qui apportent une dimension de danger et d'émotion, et les éléments plus légers et plus drôles. Selon Heyman, ce flux maîtrisé entre l'humour et la mort contribue à rendre son univers réaliste.
L'amour est également un thème important pour J. K. Rowling, bien qu'il soit distillé avec une certaine retenue dans son œuvre, l'auteure appréciant elle-même lorsque toute « mièvrerie » peut être évitée. Mais selon elle, le fait d'être « humain » signifie être capable d'aimer. Dans son univers, il s'agit régulièrement d'histoires d'amour inattendues ou compliquées, voire impossibles. C'est le cas dans Les Enquêtes de Cormoran Strike entre le détective et sa collaboratrice (avec laquelle il s'interdit d'entretenir une relation autre que très cordiale,), dans Harry Potter entre le mangemort Rogue et la mère du héros, Lily Potter, mais également dans Les Animaux fantastiques entre le Non-Maj Jacob Kowalski et la sorcière Queenie Goldstein.

### Influences

#### Modernes

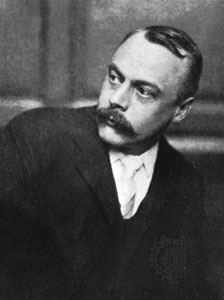
Kenneth Grahame, considéré comme l'un des principaux représentants de la fantasy animalière.

Concernant les livres pour enfants, Rowling mentionne toujours Le Cheval d'argent (Le Secret de Moonacre) d'Elizabeth Goudge et les personnages enfants « très réalistes » des livres d'Edith Nesbit. Selon ses termes, J. K. Rowling s'identifie à Edith Nesbit plus qu'à tout autre auteur. Un autre classique pour enfants ayant probablement inspiré Rowling est Le Vent dans les saules de Kenneth Grahame, qui est considéré comme l'un des principaux représentants de la fantasy animalière. En effet, quelques similitudes de tempérament sont affichées entre les personnages-animaux de l'œuvre de Grahame et les personnages humains de Rowling, et il s'agit de son livre pour enfants préféré, qui lui était lu par son père.
L'influence qui vient de J. R. R. Tolkien et de son ami C. S. Lewis existe, mais est discutée. Dans sa biographie, Rowling précise qu'elle aimait Le Seigneur des anneaux et Les Chroniques de Narnia, bien qu'elle ne les ait jamais terminés ni l'un ni l'autre. Selon elle, faire des liens entre l'œuvre de Tolkien et son travail s'avère un peu rapide et facile. Elle ajoute à propos de cette influence : « Tolkien a créé tout un ensemble autour de la mythologie. Je ne pense pas que quiconque puisse dire que j'ai fait de même, du moins à même échelle. Par ailleurs, jamais Tolkien n'aurait introduit un personnage comme Dudley Dursley ». En ce qui concerne l'influence de C. S. Lewis, elle a précisé qu'elle avait pensé à la voie menant à Narnia par le biais de l'armoire magique lorsque Harry franchit la barrière de King's Cross.

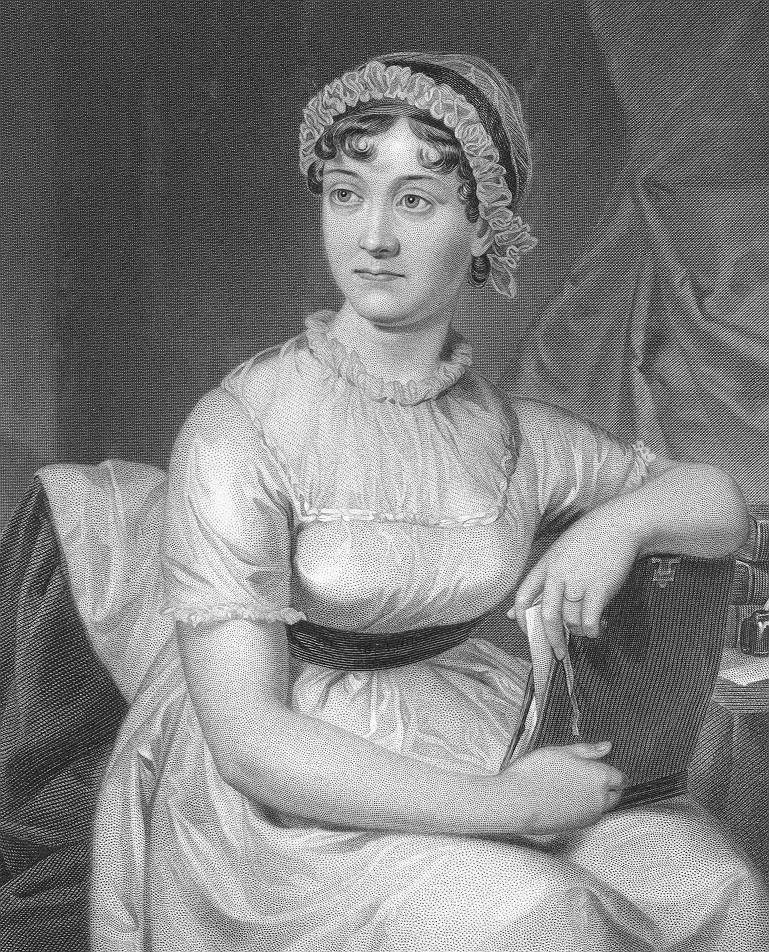
Jane Austen et sa façon d'analyser les comportements humains ont marqué J. K. Rowling.

J. K. Rowling évoque elle-même de nombreuses œuvres et auteurs l'ayant inspirée ou marquée, comme Les Contes de Canterbury de Geoffrey Chaucer, Dickens durant son adolescence, Anna Sewell et Black Beauty, Jane Austen et son analyse des comportements humains « de manière peu sentimentale et pourtant émouvante » (comme dans Emma), ou encore Jessica Mitford et son engagement dans la guerre civile espagnole : « J'aime la façon dont elle n'a jamais dénié certains aspects de l'adolescence, en restant fidèle à ses convictions politiques toute sa vie ». L'auteure cite également Louisa M. Alcott : « j'étais timide et je passais pas mal de mon temps à la bibliothèque à rechercher des héros qui me ressemblaient. Je me souviens de Jo March, qui avait du caractère ».
Dans le cadre d'une interview accordée à Amazon en 1999, Rowling mentionne Roddy Doyle comme étant son écrivain vivant favori. Elle ajoute qu'il lui arrive souvent de parler de Doyle et de Jane Austen de la même façon : « Je pense que ça rend les gens perplexes parce que ce sont deux écrivains très différents. Mais ils ont tous deux une approche très neutre de la nature humaine. Ils peuvent très bien aborder le sujet sans pour autant devenir mièvres ». Dans une autre entrevue pour le magazine O, The Oprah Magazine en 2001, J. K. Rowling avoue être profondément marquée par le style de Doyle, par le réalisme et la « subtilité » avec lesquels il traite ses personnages féminins.

#### Chrétiennes
J. K. Rowling fait référence au christianisme dans le septième roman de Harry Potter. Par exemple, lors de la visite du cimetière à Godric’s Hollow, Harry et Hermione lisent des citations sur les pierres tombales. Celle des parents de Harry comprend l’inscription « Le dernier ennemi qui sera détruit, c’est la mort » qui est tiré de la première épître aux Corinthiens (chapitre 15, verset 26) et sur la pierre tombale de la mère et la sœur de Dumbledore, on peut lire « Car là où est ton trésor, là aussi sera ton cœur » tiré de L'Évangile selon St Matthieu (chapitre 6, verset 21). Selon Rowling : « Ces livres se passent en Angleterre, il est donc logique que Harry trouve des inscriptions bibliques sur les pierres tombales. Mais de plus, ces citations résument toute la série ».

#### Mythologiques et folkloriques

J. K. Rowling s'inspire librement du folklore, de la mythologie et des bestiaires médiévaux pour intégrer et adapter à ses histoires les créatures comme les licornes, les centaures ou les elfes.

Pour les créatures fantastiques de son univers sorcier, J. K. Rowling avoue avoir pris des libertés vis-à-vis du folklore et de la mythologie. Pour elle, le folklore britannique, tout en étant « l'un des plus riches et variés au monde », conserve un côté « bâtard », car il est le résultat de la fusion des nombreuses cultures apportées par les envahisseurs et occupants successifs de l'Angleterre. Ainsi elle assure n'avoir eu aucun scrupule à emprunter librement quelques références, à la condition d'y ajouter des détails qui lui sont propres.

## Prises de positions

### Politique

#### Soutien du Parti travailliste

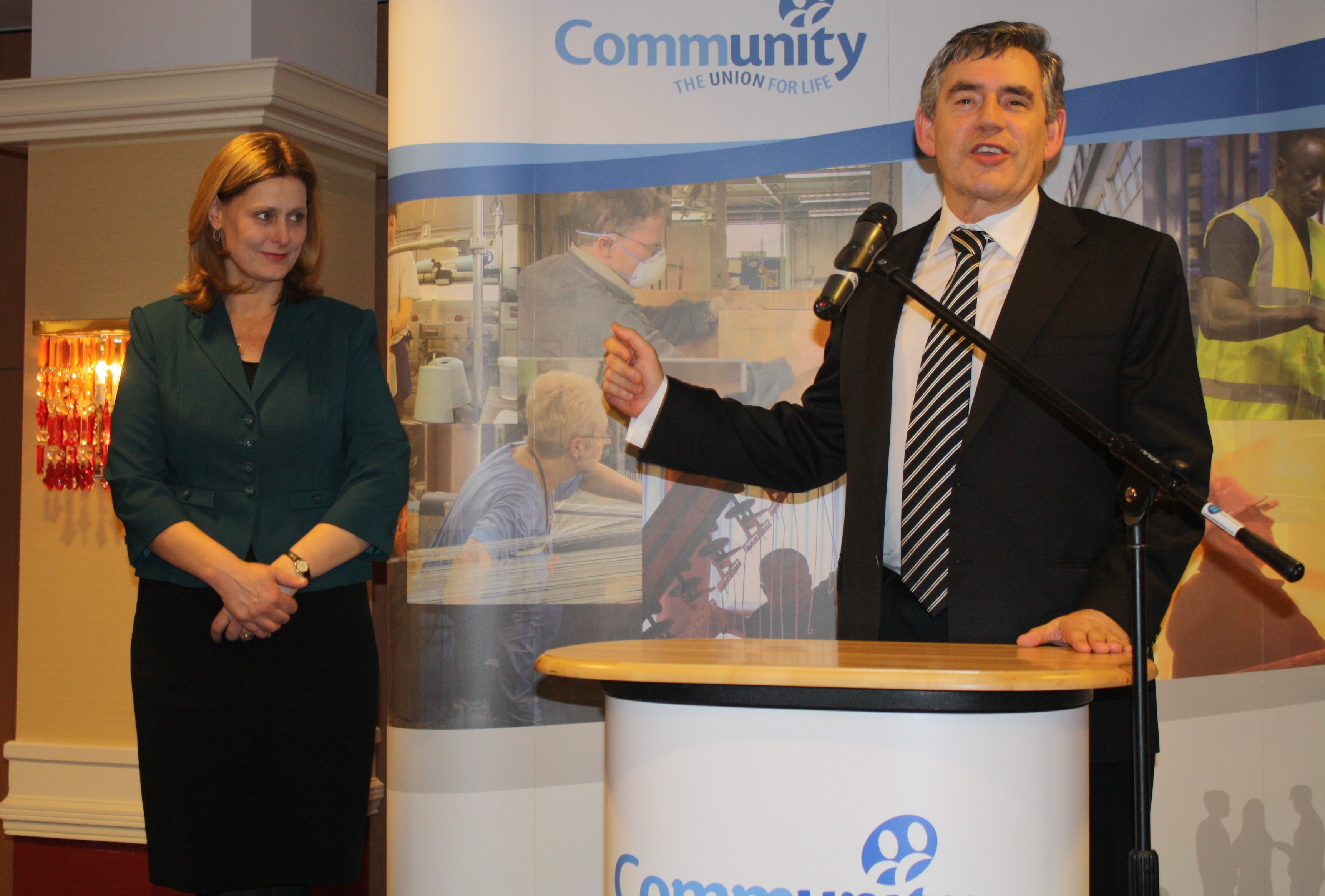
Sarah et Gordon Brown en septembre 2009.

J. K. Rowling soutient publiquement le Parti travailliste pour lequel elle fait don en 2008 de 1 000 000 £ la veille de la Conférence du parti, et la même somme pour les élections générales de 2010. Elle affirme ainsi :

« Je pense que les familles pauvres et vulnérables s'en tireront beaucoup mieux sous le parti travailliste que sous le parti conservateur de Cameron. Gordon Brown a introduit des mesures qui sauveront autant d'enfants que possible d’une vie sans opportunités ni choix. Concernant la pauvreté chez les enfants, le parti travailliste a renversé la tendance à long terme et se trouve en tête des pays de l’UE dans ce combat. (J. K. Rowling en 2008) »

Elle est par ailleurs une amie de Sarah Brown, épouse de Gordon Brown, avec laquelle elle a travaillé pour des œuvres de charité.

#### Engagement pro-européen
L'auteure s'est prononcée en faveur du maintien de l'Écosse dans le Royaume-Uni lors du référendum sur l'indépendance de l'Écosse en 2014, faisant don d'un million de livres (1,2 million d'euros) pour le collectif Better Together. J. K. Rowling a également pris position pour le maintien du Royaume-Uni dans l'Union européenne lors du référendum sur l'appartenance du Royaume-Uni à l'Union européenne en 2016,. Elle s'en est ainsi prise au chef de file europhobe et pro-Brexit Nigel Farage au lendemain du référendum. Rowling a clamé sa fierté de faire partie de la « minorité indécente » qui avait voté « contre » la sortie du Royaume-Uni.
En 2019, elle collabore à l'écriture d'un livre intitulé A Love Letter to Europe: An outpouring of love and sadness from our writers, thinkers and artists (traduction littérale : « Lettre d’amour à l’Europe : un flot d’amour et de tristesse de la part de nos écrivains, penseurs et artistes ») : une collection de lettres écrites par des personnalités de Grande-Bretagne pour montrer leur désaccord sur le Brexit. L'ouvrage est publié le 31 octobre 2019, et la lettre de J. K. Rowling est retranscrite par The Guardian.

#### Prises de positions contre Netanyahou, Trump et Poutine
Internationalement, elle s'oppose au boycott culturel d'Israël et a fondé le réseau Culture for Coexistence, tout en mentionnant son opposition au Premier ministre Benjamin Netanyahu,.
Pendant les élections présidentielles américaines, elle soutient Barack Obama en 2008 et Hillary Clinton en 2016,. Fin janvier 2017, la prise de position de l'auteure sur son compte Twitter face à la politique menée par Donald Trump, et notamment contre le décret de ce dernier interdisant aux ressortissants de certains pays musulmans d'entrer sur le sol américain, provoque une vague d'indignation de la part de certains de ses fans s'affichant pro-Trump. L'auteure poste des captures d'écran de certains messages violents ou indignés qui lui sont adressés, notamment celui d'une internaute précisant avoir brûlé tous ses livres Harry Potter après dix-sept ans de lecture assidue et se disant « dégoûtée » par le comportement de J. K. Rowling. Un message auquel l'auteure répond : « on peut encourager une fille à lire des livres sur la montée et la chute d’un autocrate, mais on ne peut pas la forcer à réfléchir ». Peu de temps avant cela, Rowling publiait une citation de Winston Churchill : « Vous avez des ennemis ? C'est bien. Cela signifie que vous vous êtes battus pour quelque chose au moins une fois dans votre vie ». En contre-partie, de nombreux fans amusés des échanges apportent leur soutien à l'auteure, dont Emma Watson.
Un mois après le début de l'invasion de l'Ukraine par la Russie, le président Vladimir Poutine compare le boycott subi par les artistes russes à celui subi par J. K. Rowling. Celle-ci, soutenant l'Ukraine, rejette aussitôt cette comparaison et répond que selon elle, « les critiques de la cancel culture occidentale sont malvenues de la part de ceux qui massacrent des civils pour le crime de leur résistance, ou qui incarcèrent et empoisonnent leurs détracteurs ».

### Religion

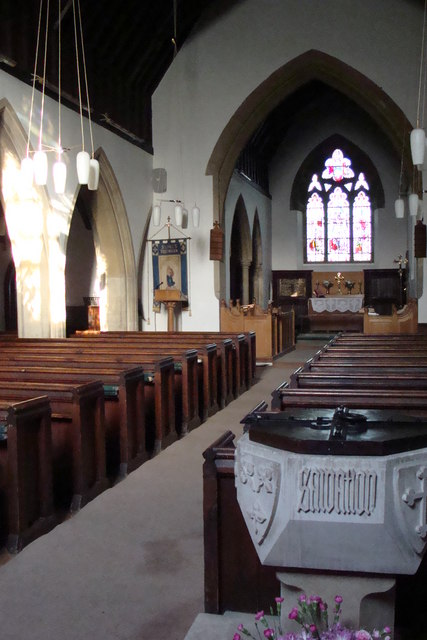
Rowling a été baptisée à onze ans dans l'église St Luke de Tutshill.

J. K. Rowling se considère croyante, bien que « difficilement » selon ses propres termes, éprouvant beaucoup de doutes, y compris au sujet de l'existence de « Dieu ». Seule membre de sa famille à se rendre régulièrement à la messe, elle a été baptisée tardivement.
En 2003, le cardinal Ratzinger, futur pape Benoît XVI, s'est officiellement opposé à la série Harry Potter, qui selon lui faisait figure de « tromperies subtiles qui pourraient passer inaperçues et par là même pervertir profondément le christianisme dans l'âme, ». En 2008, L'Osservatore Romano publie une controverse au sujet de la série, intitulée « Le double visage de Harry Potter », confrontant deux points de vue opposés sur la dimension morale de l'histoire,. Par ailleurs, plusieurs groupes de chrétiens fondamentalistes ont dénoncé les livres Harry Potter, prétendant qu’ils prônaient la sorcellerie. Face à ces accusations, J. K. Rowling se défend : « Je vais à l’église, mais je n’ai aucun lien avec les aliénés qui se situent aux extrêmes de ma religion. Personnellement, je pense qu'on peut voir cela dans mes livres. Poudlard est bien sûr une école multiconfessionnelle. Je n'ai jamais eu l'intention de convertir qui que ce soit au christianisme, je ne veux pas faire ce qu'a fait C. S. Lewis. Il est tout à fait possible de vivre une vie morale sans croire en Dieu, tout comme vivre une mauvaise vie en croyant en Dieu, ».

### Opinions sur les minorités sexuelles et de genre

#### Communauté transgenre

##### 2018: Premières accusations de transphobie
En mars 2018, J. K. Rowling « like » un tweet qualifiant les femmes trans d'« hommes en robe », déclenchant les premières accusations de transphobie à son égard. En réponse à la polémique, elle expliquera que ce « like » était accidentel.

##### 2019: Défense de Maya Forstater

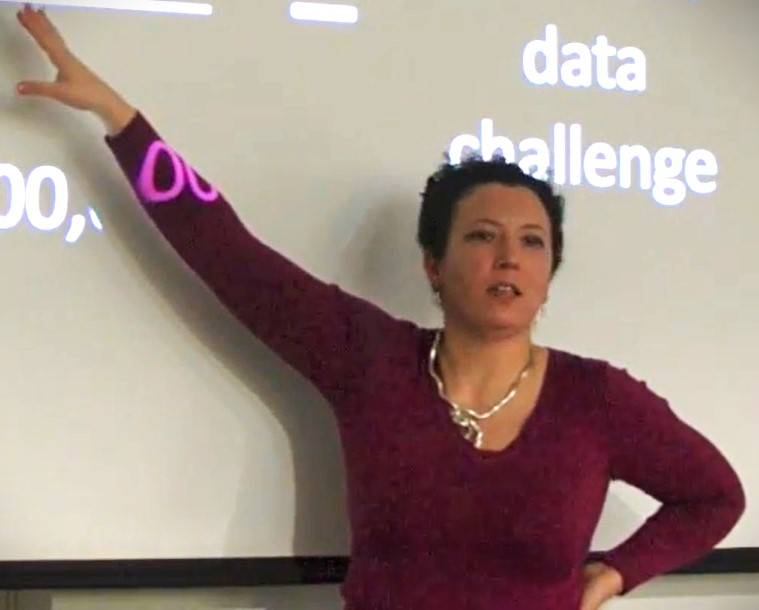
Rowling affiche son soutien à Maya Forstater, critique du genre (ici en 2013).

En décembre 2019, J. K. Rowling affiche son soutien à Maya Forstater (en), une chercheuse britannique dont le contrat de travail au Centre pour le développement mondial (en) n’a pas été renouvelé en raison de ses opinions critiques sur le genre, et qui a fait l'objet de l'affaire Forstater v Centre for Global Development Europe (en),,. Selon Rowling, la scientifique aurait été injustement licenciée pour avoir simplement déclaré que « le sexe [était] réel ». À la suite de son soutien public, l'auteure est à nouveau accusée de transphobie par un certain nombre de fans et de médias,.

##### 2020 - 2021: Accusations de féminisme radical et publication d'un essai sur le «nouvel activisme trans»
En juin 2020, elle provoque la colère des militants défendant les droits des personnes trans en ironisant sur Twitter sur l'expression utilisée par Devex pour évoquer les femmes (« personnes qui ont leurs règles ») : « Je suis sûre qu'on avait un mot pour désigner ces personnes, avant. Que quelqu'un m'aide. Fammes ? Fommes ? Fimmes ? »),, ; ses propos, et son interrogation sur l'effacement du mot « femme », lui valent d'être encore une fois accusée de transphobie, et d'être qualifiée de « TERF » (féministe radicale excluant les femmes trans). Par la suite, Rowling déclare que nier la réalité du sexe biologique efface les expériences des femmes du monde entier et élimine la possibilité d'une attirance pour les personnes du même sexe,. En réponse aux critiques, elle déclare que « le sexe […] a des conséquences vécues », tout en écrivant : « Je respecte le droit de chaque personne trans de vivre de la manière qui lui semble authentique et confortable ; je connais et j'aime les personnes trans, mais effacer le concept de sexe supprime la possibilité pour beaucoup de discuter de leur vie de manière significative. Ce n'est pas de la haine de dire la vérité »,. De nombreux internautes lui reprochent alors de confondre les notions de sexe (biologie) et de genre (relatif à la construction sociale),. Les propos de Rowling, bien qu'exprimés « de manière bien maladroite » selon certains universitaires, font écho à une tribune publiée quelques mois plus tôt sur le Huffington Post, qui considérait que les personnes trans ne devraient pas être incluses dans les espaces réservés aux femmes, ni être au centre de l’agenda féministe,. Cette tribune avait été signée par 140 personnes issues notamment de la Ligue du droit des femmes, et des milieux médicaux et universitaires spécialistes du genre. Pour le collectif, il était nécessaire « de pouvoir mesurer les inégalités entre les sexes pour les dénoncer et surtout les corriger ». Il ajoute que « Aucune féministe ne met en cause la souffrance des personnes qui ne se sentent pas « nées dans le bon corps » » mais qu'il est important de « veiller à préserver nos espaces et à ce que nos stratégies restent centrées sur les filles et les femmes […] pour la survie d[e]s droits [des femmes] et de notre intégrité »,. La tribune a été retirée à la suite de la polémique qu'elle a engendrée, puis a été remise en ligne quelques jours plus tard par le magazine Marianne, qui n'a pas souhaité prendre partie mais qui s'est dit soucieux d'encourager le débat.

« Feminazi. Terf. Salope. Sorcière. Les temps changent. La haine contre les femmes est éternelle. »

— J. K. Rowling sur Twitter le 7 juin 2020 (en réaction aux messages qu'elle reçoit).
Le 10 juin 2020, elle publie un long article sur son site officiel, dans lequel elle explique plus en détail ses préoccupations et son point de vue concernant ce qu'elle appelle le « nouvel activisme trans »,. Rowling qualifie de « misogynes » les arguments selon lesquels la féminité ne réside pas dans le corps sexué, ainsi que les affirmations selon lesquelles les femmes biologiques n'ont pas d'expériences communes. Elle trouve déshumanisant le langage qualifiant les femmes de « menstruatrices », et elle estime que le mouvement activiste trans cherche à éroder les femmes en tant que classe politique ainsi que biologique. Elle a également déclaré que la tentative de redéfinir la définition juridique du sexe en termes de genre mettrait en danger les espaces sûrs pour les femmes et que la communauté gay et lesbienne se sentait menacée par les personnes appartenant à des minorités de genre. Elle a dit craindre que les filles effectuent une transition afin d'échapper au sexisme,, et qu'elle avait survécu à des violences conjugales et à des agressions sexuelles. Elle a déclaré : « Lorsque vous ouvrez grand les portes des toilettes et des vestiaires à tout homme qui croit être ou se sent femme… vous ouvrez la porte à tous les hommes qui souhaitent entrer ». Elle a également déclaré dans son essai : « Je crois que la majorité des personnes transgenres non seulement ne représentent aucune menace pour les autres, mais sont vulnérables… les personnes transgenres ont besoin et méritent d'être protégées... Je ne ressens que de l'empathie et de la solidarité envers les femmes transgenres qui ont été maltraitées par des hommes »,,.
L'essai a été nommé par Amol Rajan de la BBC pour le « prix Russell du meilleur texte ». La chaîne a déclaré apprécier le « courage » de Rowling pour avoir écrit cet article malgré les réactions qu'il a suscitées (cette nomination ne signifiait pas que la BBC soutenait ses arguments),. Parmi ceux qui ont contesté les affirmations de Rowling dans son essai figuraient notamment l'auteure Heidi Heilig (qui l'a qualifiée d'« énorme connasse ») et l'actrice Felicia Day qui a déclaré que les arguments de Rowling étaient « imprégné[s] de peur et de haine ». L'association caritative de défense des droits LGBT Stonewall et Mermaids (en), une association caritative pour les enfants non conformes au genre, ont critiqué Rowling pour ce qu'elle considérait comme une confusion entre « femmes transgenres et prédateurs sexuels masculins »,. Par ailleurs, des groupes de défense des droits des femmes aux États-Unis ont déclaré en 2016 que 200 municipalités autorisant les personnes transgenres à utiliser les refuges pour femmes n'avaient signalé aucune augmentation de la violence envers les femmes. Les personnes appartenant à des minorités de genre ont signalé que « le comportement des politiciens, des personnalités publiques [et] des dirigeants communautaires » était un facteur clé qui augmentait les actes de discrimination et de violence dans leur vie quotidienne, et que les arguments comme ceux de Rowling, qui « cherchent à réifier des catégories discursives intrinsèquement instables », invisibilisaient les corps de genre varié et hypervisibilisaient les « fausses notions de sexe binarisé ». Dans son essai intitulé Transformative Readings, Jennifer Duggan évoque le fait que la guerre des mots entre Rowling et ses partisans, d'un côté, et les personnes issues de minorités de genre et leurs sympathisants, de l'autre, « illustre la fracture des féminismes actuels », à l'heure où les versions plus populaires et plus commercialisables de la féminité autonome et néolibérale sont à la fois les plus visibles et dépeintes comme menacées par les personnes marginalisées. Selon elle, les retombées des propos de Rowling « démontrent à quel point les interprétations des idéologies présentes dans les textes, et qui les entourent, peuvent être floues, contradictoires et contingentes ».
Après que Rowling a reçu le Prix Robert F. Kennedy des droits de l'homme en 2019, le président de l'organisation a publié une déclaration l'année suivante, faisant part de sa « profonde déception » du fait que l'auteure « ait choisi d'utiliser ses dons remarquables pour créer un récit qui diminue l'identité des personnes trans et non binaires ». Rowling a annoncé en août qu'elle rendrait le prix. Elle a ajouté : « La déclaration du groupe suggérait à tort que j'étais transphobe et que j'étais responsable de préjudices causés aux personnes trans. En tant que donatrice d'associations LGBT et défenseur du droit des personnes trans à vivre à l'abri des persécutions, je réfute catégoriquement l'accusation selon laquelle je haïrais les personnes trans ou leur souhaiterais du mal ».
En septembre 2020, son roman policier Sang trouble, qui met en scène un tueur en série revêtant une apparence féminine pour assassiner ses victimes, fait écho à ce point de vue et ravive les accusations de transphobie la visant,,. Selon Alison Flood, du Guardian, un grand nombre de journalistes critiquent la tournure transphobe du roman sans avoir pu démontrer qu'ils l'avaient lu. Un porte-parole de l'association Mermaids a déclaré à CNN qu'il était décevant que Rowling propage une « présentation ancienne et blessante des femmes transgenres comme une menace ». Rowling, quant à elle, a précisé que le roman en question « s'inspirait vaguement » de véritables tueurs.
Le Monde évoque des débats qui « se polarisent », entre les personnes qui dénoncent ou se désolidarisent des propos de J. K. Rowling (les jeunes acteurs principaux de Harry Potter,, et les acteurs principaux des Animaux fantastiques,, les communautés et sites de fans,, etc.) et les personnes qui la soutiennent ou qui estiment que ses propos ont été mal interprétés ou exagérés,,. Pour Olivia Chaumont, militante pour les droits des personnes trans, Rowling cherche à « nie[r] l'identité de genre » en niant le fait qu'une personne assignée homme à la naissance puisse devenir socialement femme. Chaumont reconnaît l'empathie de Rowling envers les personnes trans vulnérables, mais estime que cette empathie ne pourrait à elle seule « excuser » sa méconnaissance de la question trans. L'Express met aussi l'accent sur « l'hystérisation des débats dès qu'ils entrent dans l'arène des réseaux sociaux », et la position délicate dans laquelle s'est placée J. K. Rowling en abordant ce sujet de société sur Twitter. Pour Jennifer Duggan, le personnage « d’auteur très visible » que Rowling s’est forgé sur les réseaux sociaux révèle qu’elle est beaucoup moins progressiste que l’idéologie thématique de son heptalogie Harry Potter ne le suggère.
En novembre 2021, J. K. Rowling dit recevoir de nombreuses menaces de mort de la part de militants LGBT depuis plusieurs mois,, des menaces que la police considère suffisamment crédibles pour être prises en compte. Pour Radio France, la polémique « a pris des proportions absurdes ». Pamela Paul du New York Times est du même avis et prend position en faveur de Rowling, ajoutant que la qualifier de « transphobe » est abusif et « ne correspond pas à ses véritables opinions ».
Joëlle Quérin, professeure de sociologie, s'appuie sur l'ouvrage Trans. Quand l’idéologie heurte la réalité de la journaliste irlandaise Helen Joyce (en) pour défendre également J. K. Rowling. Dans son ouvrage, Joyce s'interroge sur les impacts que pourraient avoir une redéfinition du mot « femme » si celui-ci devait inclure les femmes trans. Selon elle, toute définition du genre ou de l'identité de genre qui fait abstraction de la biologie « mène à une impasse ». Elle développe : « Si l'on s'appuie sur les témoignages de personnes trans […], être une femme consiste […] à correspondre aux stéréotypes féminins. Et d'autre part, si l'on s'appuie sur les définitions académiques ou militantes, être une femme ne signifie… rien. Les définitions du type « Est une femme quiconque affirme en être une » sont autoréférentielles et donc « vides de sens » ».

##### 2022 - 2023: Accusations de militantisme trans-exclusionnaire, soutiens et désolidarisations
Plusieurs médias affirment que les propos de Rowling sur les personnes transgenres lui vaudront d'être écartée de l'émission Harry Potter : Retour à Poudlard, qui célèbre en janvier 2022 le 20e anniversaire de la sortie du premier film, Harry Potter à l'école des sorciers,. J. K. Rowling y fait néanmoins plusieurs apparitions via une interview de 2019,, et précise plus tard que c'est elle qui a décliné l'invitation, estimant qu'elle se sentait davantage concernée par les romans que par les films.

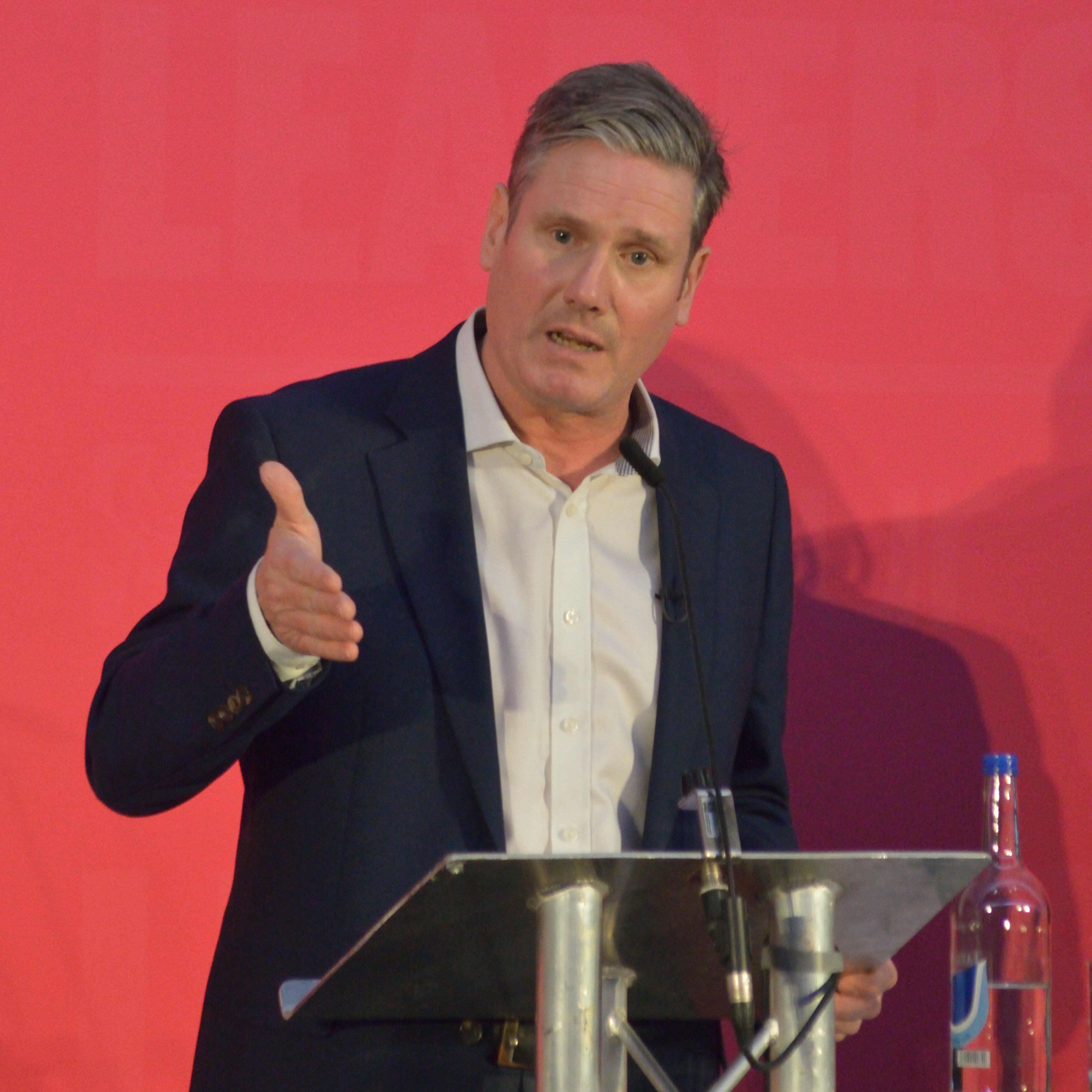
En mars 2022, Rowling critique le chef du Parti travailliste, Keir Starmer, qui a affirmé que les femmes transgenres sont des femmes.

En mars 2022, toujours sous le motif de vouloir protéger les femmes qu'elle considère plus vulnérables, elle fait partie des personnes qui s'opposent au projet de loi écossais sur la réforme de la reconnaissance de genre (en), qui prévoit de permettre aux personnes transgenres de modifier leur état civil plus facilement et plus rapidement, ce qui lui vaut d'être une nouvelle fois décriée. Elle critique le chef du Parti travailliste, Keir Starmer, qui a déclaré que « les femmes transgenres sont des femmes » selon son opinion personnelle et selon la loi britannique. Elle l'accuse alors de déformer la loi. Des critiques ont exprimé des inquiétudes quant à l’impact que la réforme écossaise pourrait avoir sur les espaces non mixtes tels que les refuges pour femmes et les prisons.

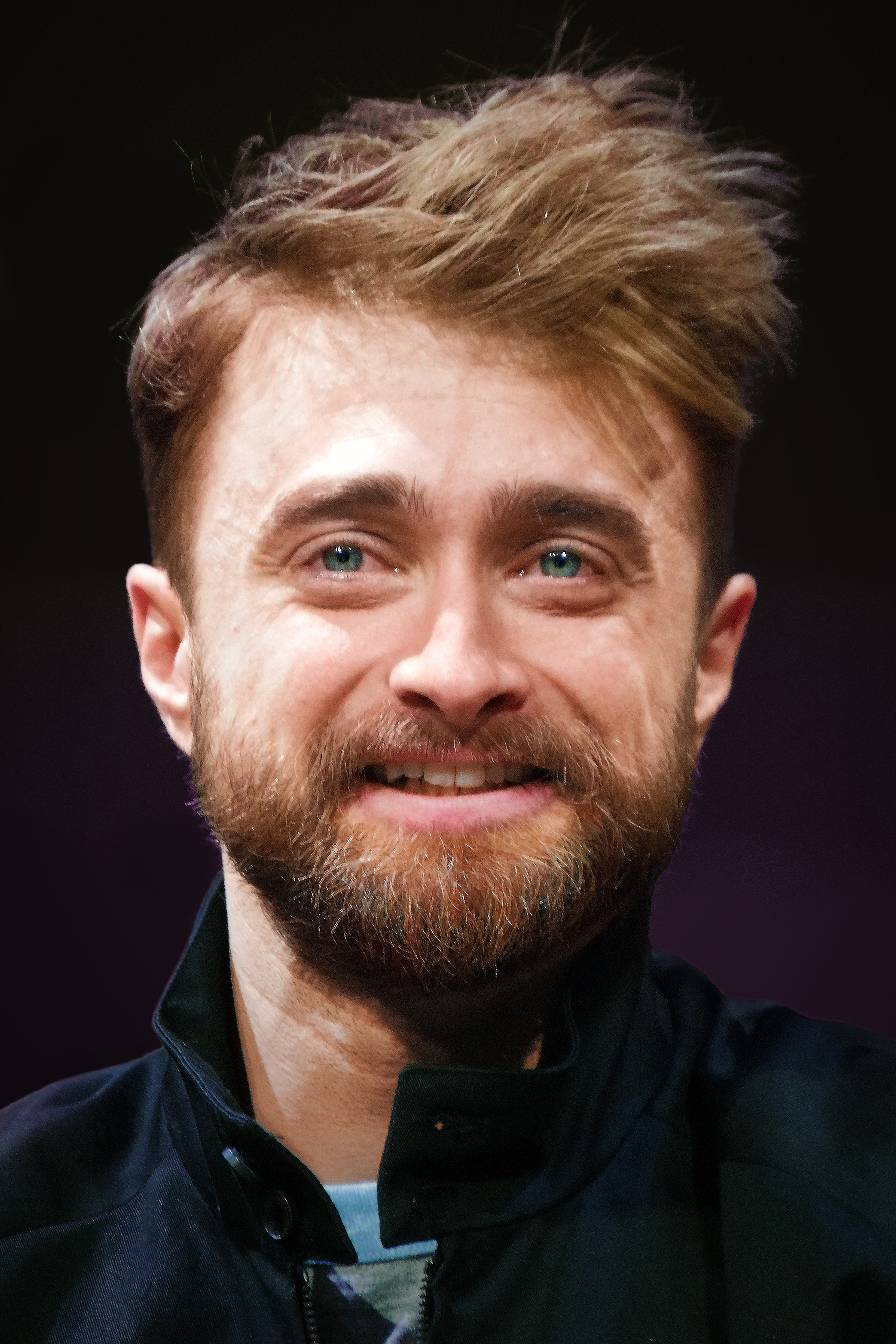
Daniel Radcliffe, l'interprète de Harry Potter au cinéma, s'est désolidarisé des propos de Rowling concernant les droits des personnes trans.

Certains sites de fans de l'univers Harry Potter, comme La Gazette du sorcier, considèrent que Rowling en vient à exercer un « militantisme transphobe » ou « anti-trans », notamment par ce qu'ils considèrent de sa part comme une volonté d'exclusion des personnes trans ou par son insistance à vouloir défendre publiquement et régulièrement certaines personnes jugées transphobes,. Certains acteurs de la franchise, comme Jason Isaacs, Mads Mikkelsen, Ralph Fiennes et Helena Bonham Carter, jugent que les attaques verbales contre Rowling sont « folles »,, voire « écœurantes », et ont pris des « proportions extrêmes ». Fiennes et Bonham Carter souhaitent souligner pour leur part que les propos de Rowling n'ont rien d'obscène ou d'agressif, et qu'elle évoque les choses d'après sa propre expérience de femme,. Des propos repris par l'acteur écossais Brian Cox (pourtant favorable au projet de loi sur la réforme de la reconnaissance de genre), qui a déclaré qu'il n'aimait pas la façon dont J. K. Rowling avait été traitée : « Elle a le droit d'avoir son opinion, elle a le droit de dire ce qu'elle ressent, en tant que femme, […] à propos de son propre corps. […] Les gens ont été un peu prétentieux dans leur attitude envers J. K. Rowling ». En novembre 2022, Daniel Radcliffe, qui avait déjà publié en juin de la même année une lettre ouverte dans laquelle il défendait les personnes trans face aux prises de position de Rowling, renouvelle son soutien dans une interview au site IndieWire dans laquelle il indique avoir souhaité avant tout rassurer sa propre fanbase et la communauté LGBT+ qui s'était fortement identifiée à la saga, en leur montrant que « tout le monde dans la franchise ne ressentait pas la même chose » que J. K. Rowling.
En décembre 2022, Rowling inaugure et finance le centre Beira's Place (en), destiné à l'accueil des femmes (sous-entendu dans le sens « biologique » du terme) victimes de violences, dans le but d'offrir les « services nécessaires dans ce genre de situation », et notamment aux femmes victimes de viol ne souhaitant pas être prises en charge par d'autres personnes que des femmes biologiques. Dans sa présentation, le centre précise que « toutes les personnes présentes dans le bâtiment seront des femmes », tout en précisant un peu plus loin qu'« il n'est pas garanti qu[e les espaces du bâtiment] soient réservés aux femmes » (« […] cannot be guaranteed as women-only spaces »). En réponse à la controverse sur la question de son accès « réservé aux femmes », la directrice du centre, Isabelle Kerr, a donné plus de précisions : « Nous sommes résolument un service conçu par des femmes pour des femmes. Notre personnel est entièrement féminin. Aucun homme n'est autorisé à entrer dans nos locaux pendant nos heures de consultation. Mais cela ne signifie pas que Beira's Place n'aidera pas les femmes trans. Nous savons qu'il faut beaucoup de courage à toute personne ayant survécu à un tel appel, c'est pourquoi nous proposons un soutien téléphonique. Une fois ce processus terminé, nous proposons des services en personne plus adaptés ».
L'entreprise caritative Rape Crisis Scotland, qui compte 17 centres à travers l'Écosse, a salué la décision d'ouvrir ce centre, mais estime que le soutien offert par les centres d’aide aux victimes de viol devrait également être disponible pour les personnes trans et non binaires. The Guardian a cité des spécialistes de crises de viol qui affirmaient que le centre Beira's Place « fournirait des services supplémentaires indispensables, car les services existants étaient submergés par de nouveaux cas » et a noté qu'« en vertu de la loi sur l'égalité, les services qui excluent les femmes trans sont légaux s'ils sont proportionnés et légitimes ». En réponse à un fan qui saluait l'inauguration, Rowling a tweeté ironiquement « Merry Terfmas »,,,. Rowling précise une nouvelle fois que selon elle, ce choix n'est pas motivé par une peur irrationnelle ou une quelconque haine envers les personnes trans, et regrette que les discussions sur le sujet deviennent compliquées du fait que ses propos soient interprétés comme « haineux »,,.

« Ce qu'on m'a souvent opposé, c'est qu'il n'y a pas une expérience universelle de ce qu'est la féminité. Mais il y en a une commune : c'est être une femelle. Si nous supprimons ça de nos analyses, tout s'effondre. J'ai été choquée de voir combien de femmes me contactaient pour me dire « on ne peut pas lutter sauf si c'est sur la base de notre classe de sexe ». »

— J. K. Rowling (décembre 2022)
En janvier 2023, elle déclare ne pas être « gênée de descendre de son piédestal » et ne s'inquiète pas non plus de l'impact que son opposition à l'activisme trans pourrait avoir sur son héritage,. Malgré les affirmations des fans selon lesquelles elle aurait trahi les messages véhiculés par ses romans Harry Potter, elle rétorque avoir maintenu « absolument » les mêmes positions que dans ses livres. Elle a précisé également avoir anticipé le fait que ses opinions sur les questions transgenres rendraient « beaucoup de gens profondément mécontents » mais que cela était devenu une nécessité pour elle de le faire,. Suzanne Moore du Telegraph dit que Rowling « n'est pas venue ici pour son propre ego. Elle aurait pu se contenter de se reposer sur ses lauriers et de savourer son immense succès. Elle a choisi de prendre position. Elle est ce que tout le monde craint : une femme qui s[e] fiche complètement [des critiques] ». Moore pense également que son expérience de la violence domestique et la compréhension de Rowling de ce que signifie être pauvre, parent isolé et ne pas avoir accès aux services sociaux, sont des aspects cruciaux pour comprendre sa position : « Bien qu'elle soit incroyablement riche et célèbre, une part [d'elle] se demandera toujours comment payer la prochaine facture ou payer la garde des enfants. […] Elle comprend la vulnérabilité des autres ».
En juin 2023, elle affirme que le terme « cisgenre » est « un langage idéologique signifiant la croyance en un concept infalsifiable d'identité de genre ».
Dans son essai intitulé Qu'est-ce qu'une femme ?, Muriel Salle indique que les publications scientifiques, documents institutionnels et communications militantes mobilisent un nouveau vocabulaire dont les enjeux « ne sont pas toujours faciles à saisir ». Il s'agit parfois de rendre compte de l’existence de personnes trans en questionnant les différences admises entre les sexes et en interrogeant les spécificités biologiques définissant habituellement « femmes » et « hommes », et parfois de dénaturaliser radicalement le genre, en passant par une référence explicite à l’organique : « plus de « femme » donc, mais des « non-prostate owners », des « personnes ayant (ou ayant eu) une vulve », ou « un utérus », des « personne à vagin », des « personnes qui ont leurs règles »… ».
Le 20 juillet 2023, une loi réformant les procédures de changement de prénom et d’enregistrement de sexe à l’état civil a été votée en Belgique. Selon les universitaires belges Jean-Louis Renchon et Jean-Pierre Lebrun, certaines personnes transgenres entendent supprimer toute référence au sexe, en faisant disparaître ce qu’elles considèrent comme des « catégories » clivantes (être une femme ou être un homme), car ces dernières « enfermeraient les êtres humains dans une identité qui leur serait imposée de manière prétendument arbitraire par la société ». La loi adoptée en Belgique représenterait selon Renchon et Lebrun « l'apogée du caractère radical des évolutions qui se sont produites, [et] qui a consisté à vouloir fonder le sexe des êtres humains sur le « principe d’autodétermination » ».
En octobre 2023, dans le contexte d'une projection au ministère britannique de la justice, J. K. Rowling refuse une nouvelle fois de désigner les femmes trans comme étant des femmes, et se déclare prête à faire deux ans de prison plutôt qu'à utiliser des pronoms féminins pour les femmes trans.
Dans son analyse sur le HuffPost, Loïse Delacotte souligne un durcissement dans les propos de Rowling. Ses propos font réagir le député Cyrus Engerer, qui appelle à « désigner les personnes transphobes pour ce qu'elles sont »,.

##### 2024: Opposition à la loi sur les crimes haineux
Le 7 mars, India Willoughby porte plainte contre J. K. Rowling pour avoir parlé d'elle en tant qu'homme. Rowling a dit aussi que Willoughby incarnait « un fantasme masculin misogyne de ce qu'est une femme ». Willoughby a répondu « Je suis légalement une femme. Elle sait que je suis une femme et elle me considère comme un homme. C'est une caractéristique protégée ». Elle a décrit les propos de Rowling comme un « crime de haine ». Un porte-parole de la police a déclaré : « Bien que nous reconnaissions le bouleversement que cela a pu causer, le message a été examiné et ne répondait pas au seuil criminel ». Rowling — qui reconnait de ce fait être « critique du genre », tout en se défendant de toute transphobie, — a dit par la suite que Willoughby « semblait avoir oublié la décision de l'affaire Forstater, qui « a établi que les opinions critiques en matière de genre peuvent être protégées par la loi en tant que croyance philosophique » ». Elle a ajouté qu'aucune loi ne l'obligeait à « prétendre croire » que Willoughby est une femme, ou à faire référence à Willoughby comme étant une femme.
En mars 2024, l'auteure conteste par un tweet le fait que les nazis aient détruit les premières recherches sur la communauté transgenre. Elle est alors accusée de négationnisme vis à vis de la persécution des personnes transgenres par les nazis et des autodafés de 1933 sur ce sujet (notamment les travaux du médecin juif et homosexuel Magnus Hirschfeld),. Cela fait ressurgir les accusations d'antisémitisme qui avaient précédemment ciblé le jeu Hogwarts Legacy ainsi que l'auteure elle-même,.
Parallèlement, elle fait don de 70 000 £ à la contestation judiciaire intentée par For Women Scotland contre les ministres écossais devant la Cour suprême du Royaume-Uni, ce qui relance les controverses autour de l'utilisation par l'écrivaine des royalties de la licence Harry Potter dans le financement d'associations considérées par de nombreux médias comme étant transphobes,.
Rowling exprime son opposition à la loi sur les crimes haineux (en) en Écosse, qui souhaite étendre son champ d'application aux caractéristiques comme l'âge, le handicap, la religion, l'orientation sexuelle, l'identité transgenre et les variations des caractéristiques sexuelles,. La Fédération de police écossaise et le Barreau d'Écosse ont également exprimé leurs inquiétudes quant à la menace que ce projet de loi faisait peser sur la liberté d'expression. Pour le site Atlantico, la loi était « délibérément vague pour un effet dissuasif maximal » vis à vis de tout critique du genre.

Rishi Sunak (ici devant le 10 Downing Street) a pris la défense de Rowling en avril 2024.

Lorsque la loi entre en vigueur en avril 2024, les militants transgenres saisissent l'occasion pour annoncer que le « mégenrage » est, selon eux, désormais illégal. En réponse, Rowling publie une série de tweets sur dix femmes transgenres écossaises de premier plan, dont Isla Bryson, condamnée pour double viol ; Andrew Miller, ayant enlevé une jeune fille dans les Scottish Borders ; Mridul Wadhwa (en), du Edinburgh Rape Crisis Centre (en) et Katie Dolatowski, pédophile transgenre ayant agressé sexuellement une fillette de 10 ans dans les toilettes d'un supermarché à Kirkcaldy,. Tout au long du fil de discussion, Rowling a sarcastiquement qualifié toutes les personnes de femmes, mais a précisé à la fin : « De toute évidence, les personnes mentionnées dans les tweets ci-dessus ne sont pas du tout des femmes, mais des hommes, jusqu'au dernier d'entre eux »,. Rowling a déclaré que, si ses commentaires étaient illégaux en vertu de la nouvelle loi, elle s'attendait à être arrêtée. La Police écossaise a cependant déclaré que J. K. Rowling ne sera pas poursuivie, en estimant que les propos de l'écrivaine « n'étaient pas considérés comme criminels et ne feraient l'objet d'aucune action ». Le Premier ministre Rishi Sunak a défendu Rowling, déclarant : « Nous ne devrions pas criminaliser de simples faits biologiques »,,. Sophie Durocher du Journal de Montréal réagit à son tours : « À un moment donné, il faudrait pouvoir parler légitimement des personnes transgenres et soulever des questions sans constamment se faire traiter de «phobes» ».
Quelques jours plus tard, le magazine Forbes se penche sur la manière dont Rowling parvient, malgré les polémiques à répétition, à maintenir une marque personnelle forte et une influence significative au sein de l'opinion.
En août 2024, à l’occasion des Jeux olympiques de Paris, elle participe à la vague d’accusations à l’encontre de la boxeuse algérienne Imane Khelif, au cœur d’une controverse mondiale discutant de sa légitimité à participer aux JO dans la catégorie féminine. L’autrice décrit le combat d'Imane Khelif contre Angelina Carini comme celui d'« un homme frappant une femme ». Selon elle, Imane Khelif « se sait protégé[e] par [le CIO,] un établissement sportif misogyne ».Les accusations sont entretenues par diverses personnalités sur la base d’anciennes décisions d’autorités sportives sous secret médical et de rumeurs sur une potentielle transidentité de l’athlète,. Selon la directrice de la Sports and Rights Alliance (SRA), les contrôles de féminité types auxquels Khelif a dû se soumettre sont une forme d'intervention médicale contraignante « basée sur la discrimination et la surveillance », parce que les athlètes « ne se conforment pas aux normes occidentales de féminité dictées par des rôles patriarcaux »,. Le cyberharcèlement engendré par ces accusations amène Imane Khelif à déposer une plainte au parquet de Paris pour « cyberharcèlement aggravé », dans laquelle J. K. Rowling est citée.
En novembre 2024, après la réélection de Donald Trump, et en réponse aux commentaires sur X l'accusant notamment d'être devenue d'extrême droite et de se réjouir de son élection — Trump se positionnant pour l'interdiction des athlètes féminines transgenres —, Rowling a fait référence à un article précédent dans lequel elle affirmait que la gauche britannique avait « complètement foiré sur l'idéologie de l'identité de genre » ; que les femmes comme elle « ne sont pas et n'ont jamais été d'extrême droite ». Elle a ajouté : « Nous voulons simplement que la gauche se réveille, car nous la voyons faire tout son possible pour aliéner ceux qu'elle représentait ».
Cinq ans après son tweet polémique de 2019, elle déclare que son seul regret est de ne pas s'être exprimée plus tôt,. Dans le Time, elle écrit que : « De nombreuses personnes autour de moi, y compris des personnes que j’aime, me suppliaient de ne pas parler […] mais le mouvement sociopolitique qui insiste sur le fait que les femmes trans sont des femmes n’était ni gentil ni tolérant, mais profondément misogyne, régressif, dangereux dans certains de ses objectifs et ouvertement autoritaire dans ses tactiques ».

##### 2025: La Cour suprême du Royaume-Uni s'aligne sur le point de vue de Rowling
En janvier 2025, Rowling estime qu'« aucun enfant ne naît dans le mauvais corps », arguant que les adultes promeuvent une idéologie selon laquelle les corps peuvent être modifiés, ce qui pourrait s'avérer néfaste à l'avenir. Elle a critiqué les écoles qui affirmaient les identités trans sans le consentement des parents, et soutient que les parents devraient protéger leurs enfants d'une idée reçue selon laquelle les angoisses liées à la sexualité et à la puberté peuvent être résolues par des solutions nécessitant une dépendance à vie aux médicaments,.

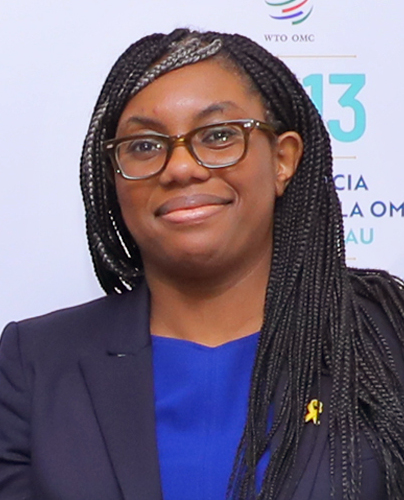
Kemi Badenoch, cheffe du Parti conservateur britannique, a fait partie des personnes ayant salué la décision de la Cour suprême du Royaume-Uni.

Le 16 avril 2025, la Cour suprême du Royaume-Uni tranche sur la question de la définition légale de ce qui fait qu'une femme en est une, donnant raison à l'association For Women Scotland (en) qui soutenait depuis 2018 contre le gouvernement écossais, le fait que cette définition ne devait s'appliquer qu'aux personnes nées de sexe féminin. J. K. Rowling, qui avait fait un don de 70 000 livres à l'association For Women Scotland l'année précédente, a salué la décision en déclarant : « Il a fallu trois femmes écossaises extraordinaires et tenaces, avec une armée derrière elles, pour que cette affaire soit entendue par la Cour suprême et, en gagnant, elles ont protégé les droits des femmes et des filles à travers le Royaume-Uni ». Cette décision a également été saluée par la cheffe de l'opposition conservatrice, Kemi Badenoch. Pour Jonathon Van Maren du site Atlantico, Rowling est « l'une des seules élites culturelles » à avoir eu le courage et la clairvoyance de s'opposer et de dénoncer un mouvement qu'il qualifie de « totalitaire » et « violent », et à avoir « mis à profit sa célébrité, sa richesse et son pouvoir culturel » pour soutenir les militants féministes. Des défenseurs des droits des femmes et sympathisants de Rowling disent qu'elle a été « stratégique » et soulignent sa « ténacité » et sa « clairvoyance » dans cette contribution financière. En revanche, de nombreuses associations écossaises de défense des droits LGBT+, comme Stonewall Scotland ou Equality Network se sont émues de cette décision, Simon Blake (en) le président de l'association Stonewall Scotland a notamment fait part dans un communiqué de la « profonde inquiétude suscitée par les répercussions très larges de l'arrêt rendu par la Cour suprême. La décision est incroyablement inquiétante pour la communauté transgenre et tous ceux d'entre nous qui la soutiennent. ».
Quelques jours plus tard, Rowling publie sur X une photo d'elle tenant un cocktail à la main et fumant un cigare à bord de son yacht, en reprenant le slogan de la sérié télévisée L'Agence tous risques : « J'adore quand un plan se déroule comme prévu ». Cette manifestation est interprétée comme provocatrice à l’encontre de ses détracteurs : une attitude « typique » de Rowling selon le Guardian, qui « ne semble pas pouvoir être intimidée ».
En juin 2025, elle annonce la création d’un fonds privé, le J.K. Rowling Women’s Fund, destiné selon elle à financer les « batailles légales de femmes qui protègent leurs droits liés à leur sexe biologique » — un fonds qualifié de « transphobe » par une grande majorité de médias français, dont Télérama, Libération, Elle ou L'Humanité, dans la mesure où il s'agit de lutter contre les droits des personnes trans,,,,. Michel Guérin, rédacteur en chef au journal Le Monde, pense en juin 2025 qu'il existe « un monde entre la J. K. Rowling [dépréciée] décrite dans les médias […] et son image réelle dans l’opinion ».
Mandy Rhodes, rédactrice en chef du magazine Holyrood et militante pour les droits des femmes en Écosse, admet avoir d'abord été sceptique quant à l'implication de Rowling dans la prise en charge de centres pour femmes, avant de changer d'avis : « En quelques jours, j'ai compris son engagement. […] Nombre d'entre nous qui avons su rester vigilants se sont alors retrouvés dans une situation où ils essayaient de sauver leur emploi ou de préserver leur santé mentale face aux critiques. [J. K. Rowling] était en position de force et elle en a profité. Cela a vraiment tout élevé ». Pour Suzanne Moore, la réaction émotionnelle de Rowling est contrebalancée par sa conviction sur les questions fondamentales, notamment que les femmes et les filles comptent particulièrement pour elle, et que les enfants ne devraient pas être médicalisés : « Elle considère cela comme l'un des plus grands scandales médicaux de la dernière décennie ». Elle affirme également que de nombreuses femmes partagent les préoccupations de Rowling, mais que « les exprimer vous met dans une position très solitaire. On vous insulte constamment ».

#### Communautés gay et lesbienne
J. K. Rowling a affirmé son soutien au mariage gay et aux droits des personnes homosexuelles. En mai 2015, elle salue l'adoption du mariage homosexuel par référendum en Irlande, estimant cette décision « extraordinaire et merveilleuse », et suggérant avec humour que Gandalf et son personnage Dumbledore (dont elle a révélé l'homosexualité en 2007) s'y marient,. Elle a ajouté « Je pense que c’est important qu’un enfant apeuré qui n’a pas fait son coming out voie qu’un discours haineux peut être contesté ».

#### Communauté asexuelle
J. K. Rowling déconsidère ouvertement la cause asexuelle et les personnes souhaitant afficher leur asexualité. En avril 2025, elle ironise au sujet des personnes asexuelles dans un tweet, et déclare que la journée internationale de l'asexualité célèbre une « fausse oppression à tous ceux qui veulent que de parfaits inconnus sachent qu’ils n’ont pas envie de bais*r » ; d'après Le Parisien, elle « s'en prend à la communauté asexuelle » par ces paroles. Laura Westford, du site Medium, estime que Rowling est ignorante sur le sujet. Selon Westford, dire qu'il s'agit d'une « fausse oppression » est « absurde », dans la mesure où des personnes asexuelles ont déjà témoigné entre 2018 et 2022 de violences sexuelles et de viols correctifs ayant pour but de « corriger » leur asexualité,. 
Lorsqu'un internaute dit que « Tout possède sa propre Journée Internationale maintenant » et se demande quelle sera la prochaine, elle répond : « Je veux une Journée Internationale de "J'en ai marre de ce truc" » (« I want an International Bored Of This Shit day »),.

## Philanthropie
En 2000, elle crée le Volant Charitable Trust, qui utilise son budget annuel d'environ 5 000 000 £ (5,6 millions €) pour combattre la pauvreté et l’inégalité sociale. Une partie de ces fonds est également reversée à des associations d’aide aux enfants, aux familles monoparentales et à la recherche sur la sclérose en plaques.

### Lutte contre la pauvreté et protection de l'enfance
Rowling écrit à la main Les Contes de Beedle le Barde, un recueil des contes mentionnés dans Les Reliques de la Mort, en seulement sept exemplaires dont six destinés principalement à ses proches. Le septième est vendu lors d’une mise aux enchères le 13 décembre 2007 à Sotheby's au profit de l’association The Children Voice pour un montant de 1 950 000 £ (2,2 millions €). L’ouvrage est finalement publié début décembre 2008. Rowling déclare : « Cela signifie tellement pour les enfants en situation de besoin. Noël arrive en avance pour moi,. »
S'étant déjà retrouvée en position de parent isolé, Rowling devient ambassadrice de l’association caritative One Parent Families en 2000 dont elle est l'actuelle présidente. Rowling écrit, en collaboration avec Sarah Brown, épouse de l'ancien Premier ministre Gordon Brown, un recueil d’histoires pour enfants dont les bénéfices vont à One Parent Families.
En 2001, l’association britannique de lutte contre la pauvreté Comic Relief demande à trois auteurs populaires, dont J. K. Rowling, de publier de petits livres reprenant les thèmes de leurs plus gros succès. Les deux publications de Rowling, Les Animaux fantastiques et Le Quidditch à travers les âges, sont présentées comme des facsimilés de livres présents dans la bibliothèque de Poudlard, et font figurer sur leur couverture le nom de leur auteur fictif respectif : Newt Scamander et Kennilworthy Whisp. Depuis leur sortie en mars 2001, ces livres ont rapporté 15 700 000 £ (17,6 millions €). Les 10 800 000 £ (12,1 millions €) récoltés hors du Royaume-Uni ont été collectés via une nouvelle association, l’International Fund for Children and Young People in Crisis (le Fonds international pour les enfants et les jeunes gens en crise).
En 2005, Rowling et la députée européenne Emma Nicholson fondent le Children's High Level Group, (CHLG, ou « Groupe de Haut Niveau pour l’Enfance »), qui sera rebaptisé Lumos en 2010. En janvier 2006, Rowling se rend à Bucarest pour dénoncer l’utilisation des lits-cages dans les institutions psychiatriques pour enfants.
Le 27 juillet 2012, J. K. Rowling participe à la cérémonie d'ouverture des Jeux olympiques de Londres, récitant un passage de Peter Pan de J. M. Barrie dans le cadre d'un hommage à l'hôpital pour enfants de Great Ormond Street (récipiendaire des droits d'auteur de Peter Pan dès 1929 selon la volonté de Barrie). Il s'ensuit un tableau durant lequel un Voldemort géant est vaincu par des dizaines de Mary Poppins.
En mars 2022, pendant l'invasion de l'Ukraine par la Russie, l'association Lumos collecte des fonds pour fournir de la nourriture, des kits d'hygiène et des kits médicaux aux personnes touchées par la crise humanitaire à Jytomyr, à l'ouest de Kiev, et notamment aux enfants bloqués dans les orphelinats de la région,. J. K. Rowling s'engage à s'aligner personnellement sur les dons obtenus par l'association, à hauteur d'un million de livres sterling.

### Sclérose en plaques
Rowling soutient la recherche et le traitement de la sclérose en plaques,. En 2006, elle contribue substantiellement à la création d'un nouveau centre de médecine régénérative à l'université d'Édimbourg, nommée « Clinique de neurologie régénérative Anne Rowling » en mémoire de sa mère, morte en 1990 du fait de cette maladie. En 2010, elle fait don de 10 millions de livres supplémentaires à la clinique, puis, en 2003, prend part à une campagne visant à établir une norme nationale de soins pour les personnes atteintes de la maladie.
En 2009, elle retire son soutien à la Société écossaise de la sclérose en plaques en évoquant l'incapacité de cette dernière à résoudre une querelle persistante entre les branches nord et sud de l'organisation, ayant miné le moral et entraîné la démission de plusieurs de ses membres.
En  2019, J. K. Rowling annonce qu'elle versera 19 millions de dollars supplémentaires à la clinique Anne Rowling,.

### Autres contributions

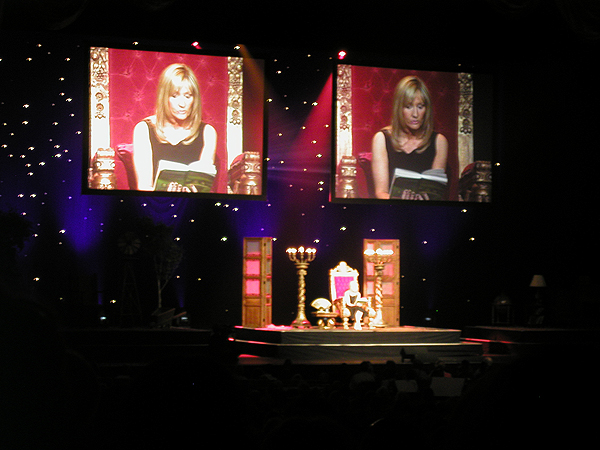
J. K. Rowling lisant un extrait de son roman au Radio City Music Hall de New York en 2006.

En mai 2008, la chaîne de librairies Waterstones demande à J. K. Rowling et à d'autres auteurs d'écrire une brève histoire sur une carte postale de format A5. Les cartes ont ensuite été vendues aux enchères pour l'association caritative Dyslexia Action et le PEN club international. La contribution de J. K. Rowling était un Prologue à Harry Potter, un texte de 800 mots mettant en scène le père de Harry, James Potter, et son parrain Sirius Black trois ans avant la naissance de Harry,. Le texte a été mis en ligne en juin 2008 mais la carte manuscrite originale a été volée lors d'un cambriolage en mai 2017,.
Le 1er et 2 août 2006, elle lit des passages de ses romans, aux côtés de Stephen King et John Irving, au Radio City Music Hall de New York. Les bénéfices de l'événement sont reversés à la Fondation Haven, une organisation caritative venant en aide aux artistes et personnes non assurables dans l'incapacité de travailler, ainsi qu'à l'ONG Médecins sans frontières. En mai 2007, Rowling a promis un don de plus de 250 000 £ à un fonds de récompense lancé par le tabloïd News of the World pour le retour en toute sécurité de Madeleine McCann, une fillette britannique disparue au Portugal. Rowling, ainsi que Nelson Mandela, Al Gore et Alan Greenspan, ont écrit une introduction à une sélection de discours de l'ancien Premier ministre Gordon Brown, dont le produit a été remis au laboratoire de recherche Jennifer Brown.
La révélation du nom de J. K. Rowling en tant que véritable auteure de L'Appel du coucou en 2013 a mené à une augmentation massive des ventes du livre en question, après quoi Rowling a annoncé qu'elle reverserait tous ses droits d'auteur au Fonds de bienfaisance de l'armée, ajoutant que cela avait été son intention dès le départ mais qu'elle n’avait pas prévu que le livre se vende aussi bien.
Rowling est membre des PEN club anglais et écossais. Elle a fait partie des cinquante auteurs à contribuer à l'action « First Editions, Second Thoughts », une vente aux enchères de charité. Chaque auteur devait annoter une copie de la première édition de l'un de ses livres : dans le cas de Rowling, Harry Potter à l'école des sorciers. Le livre était le lot le mieux vendu de l'événement, s'élevant à 150 000 livres sterling.
Rowling soutient également le Shannon Trust, qui dirige le plan de lecture Toe by Toe et le plan de lecture Shannon dans les prisons britanniques, aidant et proposant un tutorat aux détenus illettrés.
En 2020, pendant la pandémie de Covid-19, l'auteure fait don d'un total de 1,13 million d’euros, destiné à deux associations britanniques : Crisis (en), qui vient en aide aux personnes sans logis, et Refuge (en), qui lutte contre les violences domestiques pendant le confinement,.

## Acquisitions
En 2015, J.K. Rowling rachète l'Amphitrite (47,5 mètres de long) à l'acteur Johnny Depp. Elle s'en sépare en 2016, après une seule saison d'utilisation.
En 2023, elle acquiert auprès du milliardaire australien Brett Blundy (en) le yacht Cloud 9 (en) (88,5 mètres de long), qu'elle rebaptise Samsara.

## Distinctions
J. K. Rowling a remporté plusieurs honneurs et distinctions pour son travail artistique. Les plus importants sont énumérés ci-dessous :

### Prix littéraires et récompenses
- 1998 : Médaille d'or des Nestlé Smarties Book Prize (en) dans la catégorie 9-11 ans pour Harry Potter et la Chambre des secrets
- 1998 : National Book Awards Children's Book of the Year (en) pour Harry Potter et la Chambre des secrets
- 1998 : Red House Children's Book Award (en) pour Harry Potter à l'école des sorciers
- 1999 : Médaille d'or des Nestlé Smarties Book Prize (en) dans la catégorie 9-11 ans pour Harry Potter et le Prisonnier d'Azkaban
- 1999 : National Book Awards Children's Book of the Year (en) pour Harry Potter à l'école des sorciers
- 1999 : Red House Children's Book Award (en) pour Harry Potter et la Chambre des secrets
- 1999 : Prix Whitbread dans la catégorie Jeunesse pour Harry Potter et le Prisonnier d'Azkaban
- 1999 : Prix Bram-Stoker du meilleur roman pour jeunes adultes pour Harry Potter et le Prisonnier d'Azkaban[496].
- 2000 : Golden Duck Award pour toute la série Harry Potter
- 2000 : British Book Awards (en) dans la catégorie Auteur britannique de l'année
- 2000 : Indian Paintbrush Book Award (en) pour Harry Potter à l'école des sorciers
- 2000 : Prix Locus du meilleur roman de fantasy pour Harry Potter et le Prisonnier d'Azkaban[497].
- 2000 : Massachusetts Children's Book Award (en) pour Harry Potter à l'école des sorciers[498]
- 2001 : Prix Hugo du meilleur roman pour Harry Potter et la Coupe de feu[499].
- 2001 : Rebecca Caudill Young Reader's Book Award (en) pour Harry Potter et la Chambre des secrets[500]
- 2001 : Prix de littérature Corine du meilleur roman pour enfants pour Harry Potter et la Coupe de feu
- 2001 : BILBY Award (en) dans la catégorie jeunes lecteurs pour toute la série Harry Potter
- 2002 : Indian Paintbrush Book Award (en) pour Harry Potter et la Coupe de feu
- 2003 : Prix Princesse des Asturies dans la catégorie Concorde
- 2003 : Prix Bram-Stoker du meilleur roman pour jeunes adultes pour Harry Potter et l'Ordre du Phénix
- 2004 : Prix Variété des British Independent Film Awards[501]
- 2004 : Prix Anthony dans la catégorie roman de jeunes adultes pour Harry Potter et l'Ordre du Phénix }[502]
- 2004 : Indian Paintbrush Book Award (en) pour Harry Potter et le Prisonnier d'Azkaban
- 2005 : Quill Award (en) pour  Harry Potter et le Prince de sang-mêlé
- 2005 : Glamour Awards (en) dans la catégorie Meilleur écrivain
- 2006 : Audie Award (en) dans la catégorie Hall of fame[503]
- 2006 : British Book Awards (en) dans la catégorie Livre de l'année pour Harry Potter et le Prince de sang-mêlé
- 2007 : Prix Andre-Norton pour Harry Potter et les Reliques de la Mort[504].
- 2007 : Blue Peter badge (en) d'or
- 2008 : British Book Awards (en) dans la catégorie Contribution exceptionnelle
- 2008 : South Bank Sky Arts Award (en) dans la catégorie Contribution exceptionnelle dans les arts
- 2008 : Prix James Joyce dans la catégorie Meilleur écrivain
- 2010 : Hans Christian Andersen Literature Award (en)[505]
- 2013 : Los Angeles Times Book Prize pour L'Appel du Coucou
- 2016 : Golden Book Awards (en) dans la catégorie international pour Harry Potter et l'Enfant maudit
- 2017 : Laurence Olivier Awards dans la catégorie Meilleure pièce de théâtre pour Harry Potter et l'Enfant maudit

### Décorations
- Ordre de l'Empire britannique à titre civil Elle est faite officier (OBE) en 2000 pour services rendus à la littérature. La décoration a été remise par la reine Élisabeth II[506].
- Chevalier de la Légion d'honneur Elle est faite chevalier en 2009, remise par le président de la république Nicolas Sarkozy[10].
- Membre de l'ordre des compagnons d'honneur en 2017 pour services rendus à la littérature et philanthropie. La décoration lui est délivrée par le duc de Cambridge[507],[508],[509].

### Sociétés savantes
- 2002 : Membre d'honneur de la Royal Society of Edinburgh[510]
- 2002 : Membre de la Royal Society of Literature[511]
- 2011 : Membre de la Royal College of Physicians of Edinburgh (en)[512]

### Honneurs
- 2000 : un portrait de J. K. Rowling peint par Stuart Pearson Wright (en)[513] gagne sa place dans la National Portrait Gallery de Londres.
- 2007 : Pride of Britain pour avoir inspiré les mères célibataires et auteurs en herbe[514].
- 2007 : Ordre de la Forêt de l'Initiative Markets, un organisme canadien de protection de l'environnement, pour l'impression de Harry Potter et les Reliques de la Mort sur papier recyclé[515].
- 2012 : Liberté de la cité de Londres

### Doctoratshonoris causa
Elle a obtenu plusieurs doctorats honoris causa :
- Université de St Andrews en Lettres, 7 février 2000[516]
- Université d'Exeter en Lettres, 15 juillet 2000[517]
- Université Napier d'Édimbourg, novembre 2000[518]
- Université d'Édimbourg, 8 juillet 2004[519]
- Université d'Aberdeen en Droits, 7 juillet 2006[520],[521]
- Université Harvard, 5 juin 2008[522]

## Œuvre

### Romans

#### SérieHarry Potter
- Harry Potter à l'école des sorciers, Gallimard jeunesse, 1998 ((en) The Philosopher's Stone, 1997)
- Harry Potter et la Chambre des secrets, Gallimard jeunesse, 1999 ((en) The Chamber of Secrets, 1998)
- Harry Potter et le Prisonnier d'Azkaban, Gallimard jeunesse, 1999 ((en) The Prisoner of Azkaban, 1999)
- Harry Potter et la Coupe de feu, Gallimard, 2000 ((en) The Goblet of Fire, 2000)
- Harry Potter et l'Ordre du Phénix, Gallimard, 2003 ((en) The Order of the Phoenix, 2003)
- Harry Potter et le Prince de sang-mêlé, Gallimard, 2005 ((en) The Half-Blood Prince, 2005)
- Harry Potter et les Reliques de la Mort, Gallimard, 2007 ((en) The Deathly Hallows, 2007)

#### SérieLes Enquêtes de Cormoran Strikesignée du pseudonyme Robert Galbraith
- L'Appel du Coucou[523],[524],[525],[526], Grasset, 2013 ((en) The Cuckoo's Calling, 2013)
- Le Ver à soie, Grasset, 2014 ((en) The Silkworm, 2014)
- La Carrière du mal, Grasset, 2016 ((en) Career of Evil, 2015)
- Blanc mortel[527], Grasset, 2019 ((en) Lethal White, 2018)
- Sang trouble[528], Grasset, 2022 ((en) Troubled Blood, 2020)
- Sang d'encre[529], Grasset, 2024 ((en) The Ink Black Heart, 2022)
- (en) The Running Grave, 2023
- (en) The Hallmarked Man, 2025

#### Romans pour enfants
- L'Ickabog, Gallimard jeunesse, 2020, conte de fées
- Jack et la Grande Aventure du Cochon de Noël, Gallimard jeunesse, 2021, conte de fées

#### Autre roman
- Une place à prendre[530], Grasset, 2012 ((en) The Casual Vacancy, 2012)

### Scripts

#### SérieLes Animaux fantastiques
- Les Animaux fantastiques : le texte du film, Gallimard, 2017
- Les Animaux fantastiques : Les Crimes de Grindelwald : le texte du film, Gallimard, 2018
- Les Animaux fantastiques : Les Secrets de Dumbledore : le texte du film, Gallimard, 2022

#### Théâtre
- Harry Potter et l'Enfant maudit, Gallimard jeunesse, 2016, script théâtral(base de l’histoire uniquement[147],[531])

### Autres publications
- Le Quidditch à travers les âges, Gallimard jeunesse, 2001, guide
- Les Animaux fantastiques, Gallimard jeunesse, 2001, guide
- Prologue à Harry Potter, 2008J. K. Rowling a écrit cette nouvelle pour l’association d’écrivains PEN club en faveur d’une association contre la dyslexie. Le récit manuscrit sur une carte, signé, a été vendu aux enchères comme treize autres cartes d’autres auteurs le 11 juin 2008 à Piccadilly, avec une mise à prix de 25 000 £ et un prix final de 47 150 £, récupéré par Hira Digpal, un banquier tokyoite. La carte a été publiée dans un livre et sur le net.
- Les Contes de Beedle le Barde, Gallimard jeunesse, 2008
- Nouvelles de Poudlard : Pouvoir, Politique et Esprits frappeurs enquiquinants, livre numérique, 2016
- Nouvelles de Poudlard : Héroïsme, Tribulations et Passe-temps dangereux, livre numérique, 2016
- Poudlard : Le Guide pas complet et pas fiable du tout, livre numérique, 2016
- La Meilleure des vies : des bienfaits insoupçonnés de l'échec et de l'importance de l'imagination, Grasset, 2017L’auteure a été invitée en 2008 à prononcer un discours de remise des diplômes aux étudiants de Harvard. En 2017, elle publie le texte de ce discours où elle transforme ce rite de passage en une leçon de vie inspirée de son parcours.
- (en) A Love Letter to Europe : Writing home, Coronet, 2019Contribution de l'auteure à un livre épistolaire contre le Brexit. L'ouvrage a été publié le 31 octobre 2019, date à laquelle le Brexit était prévu, et contient les lettres de nombreuses personnalités britanniques. Une traduction en français de la lettre de J. K. Rowling est publiée sur le site La Gazette du sorcier .
- Archives du Monde des Sorciers : Chroniques, notes et récits de l’univers Harry Potter, livre numérique, 2024Le livre, en deux volumes, reprend des textes inédits initialement publiés sur Pottermore, le second reprenant les textes des trois livres Nouvelles de Poudlard : Pouvoir, Politique et Esprits frappeurs enquiquinants, Nouvelles de Poudlard : Héroïsme, Tribulations et Passe-temps dangereux et Poudlard : Le Guide pas complet et pas fiable du tout.

### Articles
- (en) J. K. Rowling, « The Fringe Benefits of Failure, and the Importance of Imagination », Harvard Magazine,‎ 5 juin 2008 (lire en ligne, consulté le 10 octobre 2017)Traduit en français et publié sous forme de livre en 2017
- (en) J. K. Rowling, « Gordon Brown », Time Magazine,‎ 30 avril 2009 (lire en ligne, consulté le 10 octobre 2017)
- (en) J. K. Rowling, « The Single Mother’s Manifesto », The Times,‎ 14 avril 2010 (lire en ligne, consulté le 10 octobre 2017)
- (en) J. K. Rowling, « I Feel Duped and Angry at David Cameron's Reaction to Leveson », The Guardian,‎ 30 novembre 2012 (lire en ligne, consulté le 10 octobre 2017)
- (en) J. K. Rowling, « Isn’t it Time We Left Orphanages to Fairytales? », The Guardian,‎ 17 décembre 2014 (lire en ligne, consulté le 10 octobre 2017)
- (en) J. K. Rowling, « Woman's Hour Takeover », BBC Radio 4,‎ 28 avril 2014 (lire en ligne, consulté le 10 octobre 2017)

## Filmographie

### Productrice
- 2010-2011 : Harry Potter et les Reliques de la Mort
- 2015 : Une place à prendre (mini-série), productrice exécutive
- 2016 : Les Animaux fantastiques
- depuis 2017 : C.B. Strike (série télévisée), productrice exécutive
- 2018 : Les Animaux fantastiques : Les Crimes de Grindelwald
- 2022 : Les Animaux fantastiques : Les Secrets de Dumbledore

### Scénariste
- 2016 : Les Animaux fantastiques
- 2018 : Les Animaux fantastiques : Les Crimes de Grindelwald
- 2022 : Les Animaux fantastiques : Les Secrets de Dumbledore (co-écrit avec Steve Kloves)

### Doublage
- 2003 : Les Simpson, saison 15, épisode 4 : Homer rentre dans la reine (elle-même)

## Biopic télévisé
Un téléfilm américain, intitulé J. K. Rowling : La Magie des mots, est diffusé depuis le 18 juillet 2011 sur Lifetime et régulièrement diffusé sur TF1. Il s'agit d'un film biographique réalisé par Paul Kaufman et centré sur l'enfance et le début de carrière de la romancière. Son rôle est interprété par l'actrice australienne Poppy Montgomery.
J. K. Rowling a précisé en février 2015 qu'elle ne souhaitait pas voir ce film.